# Erasmo da Rotterdam
Erasmo da Rotterdam (in latino Desiderius Erasmus Roterodamus; Rotterdam, 27 o 28 ottobre 1466 o 1469 – Basilea, 12 luglio 1536) è stato un presbitero, teologo, umanista, filosofo e saggista olandese.
Firmò i suoi scritti con lo pseudonimo di Desiderius Erasmus, la sua opera più conosciuta è l'Elogio della follia, ed è considerato il maggiore esponente del movimento dell'Umanesimo cristiano.
Ammiratore di Lorenzo Valla, venne influenzato nella sua formazione anche dal movimento religioso della Devotio moderna (che significa "religiosità di nuovo tipo"), che, diffuso nei Paesi Bassi da Geert Groote nel XIV secolo, assunse come modello diretto della vita quotidiana la vita di Cristo e sostenne la lettura personale della Bibbia.
A lui, per i suoi numerosi viaggi in vari paesi europei, è stato intitolato il programma di mobilità studentesca internazionale Erasmus.

## Gli studi sulle lingue classiche
Erasmo condusse anche numerosi ed approfonditi studi riguardanti la grammatica e la fonetica del latino e del greco antico. Infatti elaborò una nuova pronuncia per entrambe le lingue, la cosiddetta restitūta, che mira a riprodurre la pronuncia utilizzata nell'età classica (V sec. a.C. per il greco e I sec. a.C. per il latino). La ricostruzione di questa pronuncia si basa su fonti indirette, dato che ovviamente non sono presenti testimonianze orali di quell'epoca. Questi studi si fondarono principalmente sul confronto con altre lingue indoeuropee; tuttavia, bisogna ricordare che la linguistica storica e l'indoeuropeistica si sono sviluppate solo a partire dal XIX secolo, pertanto le conclusioni cui era arrivato Erasmo sono in parte state smentite o riformulate dalla linguistica posteriore.
L'opera in cui è proposta quella che in seguito sarà chiamata "pronuncia erasmiana" è il De ratione studii ac legendi interpretandique auctores, pubblicata a Strasburgo nel 1512 (una versione non autorizzata dall'autore era stata pubblicata a Parigi nel 1511).

## Biografia

### La giovinezza di Erasmo

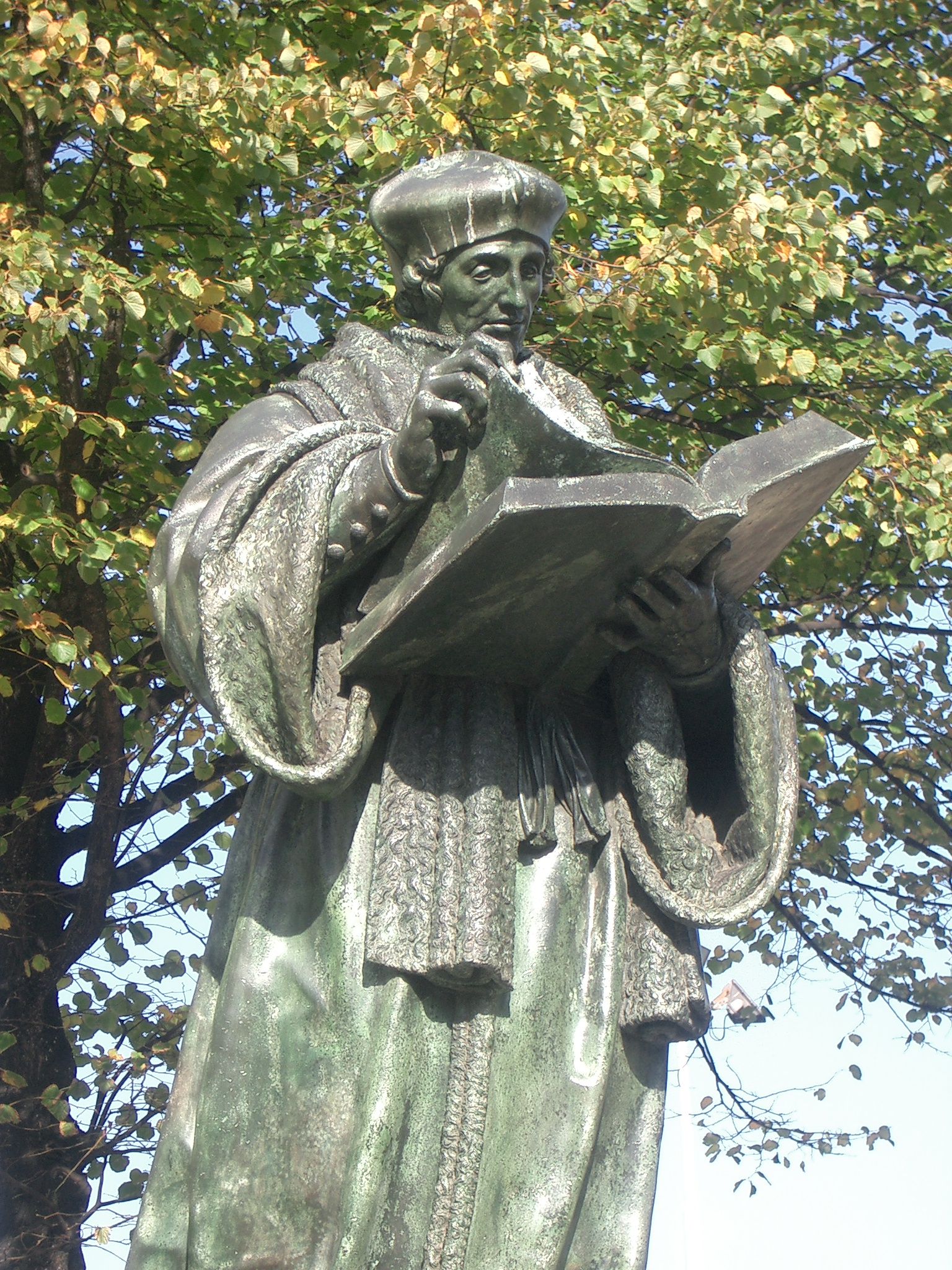
Monumento a Erasmo situato a Rotterdam

Le informazioni sulla famiglia e sulla prima giovinezza di Erasmo si possono dedurre solo da scarsi indizi sparsi nei suoi scritti. Nacque a Rotterdam, nei Paesi Bassi, allora territorio del Ducato di Borgogna, il 27 ottobre 1467 dalla relazione tra Margherita, una donna di Gouda figlia di un medico, e un prete di nome Geert, i quali avevano già avuto qualche anno prima un altro figlio, Pieter. Anche se le convivenze più o meno mascherate di preti con donne erano relativamente diffuse, tale circostanza fece però sì che Erasmo non amasse parlare delle proprie origini.
Nato e battezzato col nome di Geert Geertsz - ossia, Gerardo figlio di Gerardo - egli adottò in seguito il nome latino con il quale è universalmente conosciuto oggi, Desiderius Erasmus Roterodamus. Fece i primi studi a Gouda e, all'incirca dal 1476, frequentò la scuola capitolare di San Lebuinus a Deventer, dove apprese soprattutto la lingua latina e la retorica. Quella scuola, definita da Erasmo ancora barbara, solo alla fine del suo soggiorno fu retta dall'umanista Alessandro Hegio, ed Erasmo ebbe l'occasione di ascoltarvi una volta il famoso Rudolf Agricola.
Dopo la morte dei genitori per peste nel 1483, i tutori di Erasmo e Pieter, che speravano che i due giovani prendessero gli ordini religiosi, li mandarono a studiare in una scuola dei Fratelli della vita comune a 's Hertogenbosch, da dove tornarono a Gouda dopo due anni, a causa di una nuova epidemia di peste. Pieter si fece frate nel convento di Sion, vicino a Delft, e poco dopo, nel 1487, Erasmo entrò in quello agostiniano di Steyn, nei pressi di Gouda. In realtà, Erasmo, si pentirà grandemente dall'aver abbracciato la vita consacrata. Egli, difatti, fu convinto dai suoi tutori a farsi religioso. Nel convento di Steyr, Erasmo si legò con intensa amicizia al suo compagno di cella, Servatius Rotger, di poco più giovane, che divenne in seguito priore di quel convento: «Io ti amo più dei miei occhi, della mia anima, insomma più di me stesso», e «Tu conosci la mia pusillanimità: se non ho nessuno su cui appoggiarmi e riposare, mi struggo in lacrime e prendo a noia la vita», gli scriveva in lettere dove l'eccesso del sentimento si univa all'amore delle citazioni classiche. Molti anni dopo, riflettendo sul suo passato, Erasmo scriveva che «la gioventù suole concepire fervide simpatie verso alcuni compagni». I legami di affetto e di intimità nelle amicizie maschili erano del resto molto frequenti nell'età rinascimentale e i toni usati da Erasmo non provano che egli fosse animato da desideri erotici. Non risulta nessuna accusa di omosessualità mossagli durante la sua vita.

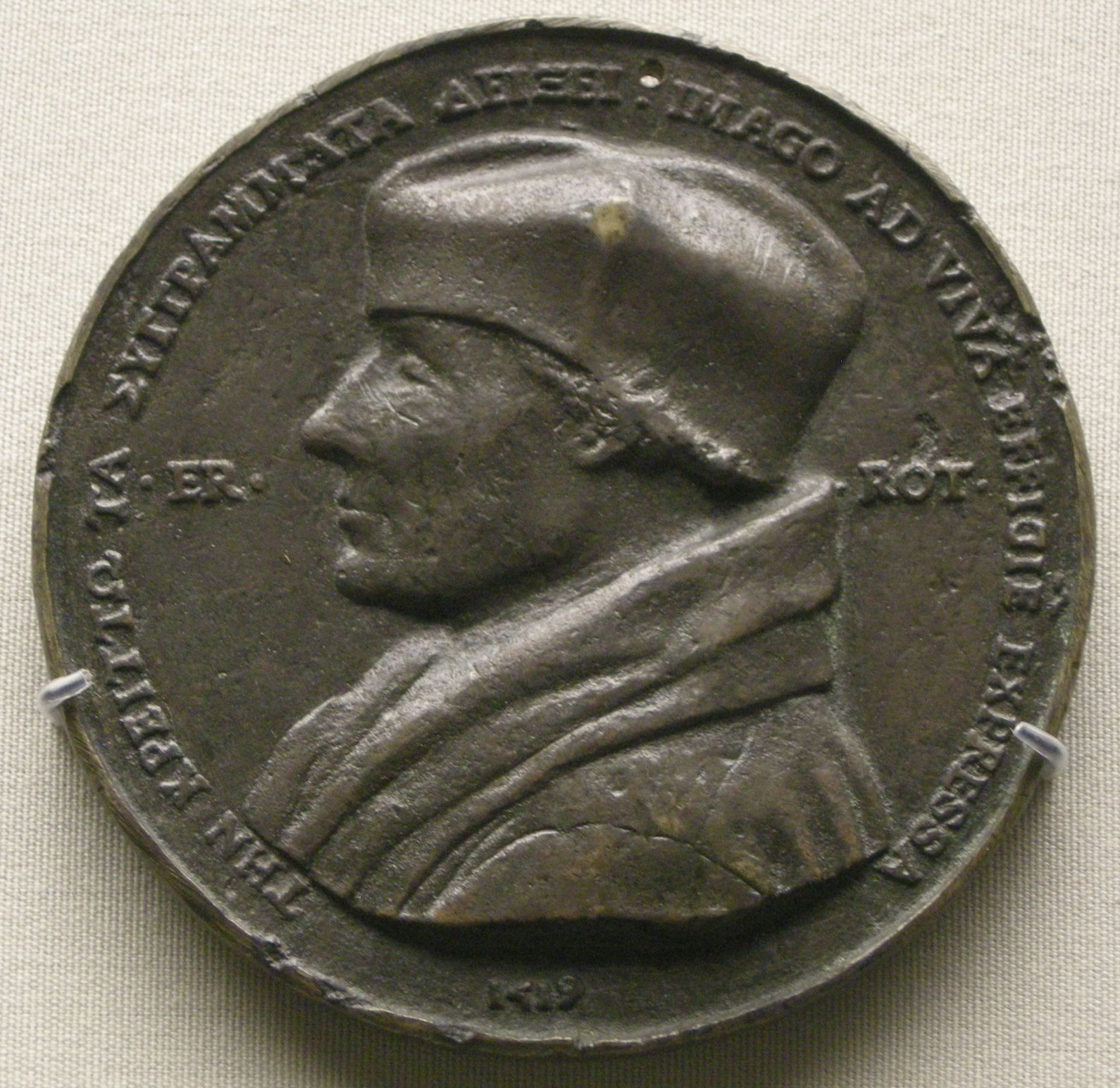
Medaglia con l'effigie di Erasmo, ad opera di Quentin Metsys

Poco alla volta, alla figura dello studente sentimentale subentrò quella del latinista che discorre di letteratura e dà consigli di stile. In una lettera all'amico Cornelius Gerard egli mostrò di aver acquisito la conoscenza di tutti i maggiori autori classici latini, di Agostino, di Gerolamo, di umanisti italiani, tra i quali spicca Lorenzo Valla, le cui Elegantiae erano per lui un modello di bonae litterae moderne.
Ma se nel convento accresceva la sua istruzione, non progrediva l'affezione per la vita monastica. Nel carteggio di quel periodo non vi è traccia di argomenti religiosi e vi è insofferenza per i suoi superiori, che non comprendono e frenano la sua passione per la poesia. Nella sua prima opera, tuttavia, una Lettera sul disprezzo del mondo (De contemptu mundi), scritta intorno al 1489, egli loda la vita solitaria dei monaci come mezzo per realizzare l'ideale umanistico della formazione di uno spirito eletto, pur non giungendo mai ad esaltare il ritiro conventuale quale espressione di una compiuta vita cristiana.
Con tutto ciò, il 25 aprile 1492 fu ordinato canonico agostiniano a Steyn, ma già nel 1493 colse l'occasione per lasciare il convento per mettersi al servizio del vescovo di Cambrai, Hendrik van Bergen (1449-1502), il quale aveva necessità di un segretario che fosse buon conoscitore del latino. Erasmo non fu però soddisfatto della nuova sistemazione che lo costringeva a frequenti viaggi per i Paesi Bassi, sottraendo molto tempo ai suoi studi prediletti. Fu così che nel 1495, con il consenso del vescovo e con un modesto sussidio, si recò a studiare presso l'Università di Parigi, che era allora la sede principale dell'insegnamento scolastico.

### GliAntibarbari
Tra la fine dell'incarico presso il vescovo e il suo arrivo a Parigi, Erasmo terminò di scrivere l'Antibarbarorum Liber, un dialogo nel quale egli affronta il problema della convivenza della cultura classica con la fede cristiana. I motivi della decadenza dell'antica cultura sono addebitati al prevalere, nella religione cristiana, di un'ostilità pregiudiziale nei confronti dell'eredità classica, spesso senza nemmeno conoscerla realmente; i teologi scolastici l'hanno giudicata per lo più pericolosa per la fede, e altri hanno ritenuto che per vivere davvero cristianamente fosse necessario coltivare non le lettere, ma la virtù della semplicità.
È così avvenuto che «religione e cultura in quanto tali non riescono a vivere in armonia nel modo giusto», poiché «la religione senza le bonae litterae comporta in ogni caso una certa pesante ottusità», mentre «i conoscitori delle litterae hanno una cordiale avversione della religione». Poiché Erasmo ritiene che nella cultura antica vi sia il presentimento del prossimo annuncio cristiano, una conciliazione tra fede e cultura classica è tuttavia possibile, come già Agostino e Gerolamo avevano dimostrato, ma ora è l'arroganza dei teologi moderni a renderla problematica.

### Erasmo a Parigi
Erasmo rimase a Parigi fino al 1499. Si stabilì dapprima nel Collège de Montaigu, ma presto la dura disciplina e il pessimo alloggio lo convinsero a trasferirsi in una pensione per studenti, arrotondando il magro stipendio del vescovo con lezioni private di latino. Per le necessità del suo lavoro di precettore scrisse alcuni manuali e cominciò a raccogliere una serie di proverbi e di forme idiomatiche latine destinate a grande successo, gli Adagia.
Intendeva laurearsi in teologia, ma non riuscì nello scopo. Certamente rimase deluso dei suoi professori e della teologia scolastica deteriore che veniva insegnata, fondata su Duns Scoto: «se tu vedessi Erasmo seduto tra quei santi scotisti, con la bocca aperta, ad ascoltare la lezione che il professor Grillardus tiene dall'alto della sua cattedra! Se tu lo vedessi, con la fronte aggrottata, con gli occhi sbarrati e i lineamenti tesi!», scrisse allora, e qualche anno dopo: «arzigogoli e sottigliezze sofistiche, concepiti da ignoranti e attaccabrighe: nascono liti su liti e noi, molto compresi, disputiamo su questioni di lana caprina e solleviamo problemi quasi insopportabili per orecchie pie». Erasmo non cesserà di sottolineare la lontananza delle loro stultae quaestiones dalla prudenza e dalla sobrietà di spirito dei Padri della Chiesa, della quale ammirava e venerava talmente «l'ordine dei teologi, che solo ad esso diedi il mio nome, e solo in esso volli essere annoverato, benché la modestia mi vieti di fregiarmi di un titolo così elevato, in quanto non ignoro quali doti di sapere e di vita si richiedano per il nome di teologo».
A Parigi fu in contatto con Jan Standonck (1454-1504), direttore di Montaigu, e con un amico di questi, Jan Mombaer (1460-1501), entrambi seguaci della Devotio moderna, movimento religioso che Erasmo aveva già conosciuto a Steyn e il cui influsso su Erasmo è stato sopravvalutato. Del resto, giudicò il Rosetum exercitiorum spiritualium scritto da Mombaer «nient'altro che cardi e loglio», e nel colloquio Del mangiar pesce denunciò «la vera e propria crudeltà verso il prossimo» dello Standonck. Apprezzò invece Robert Gaguin (1433-1501), uno dei maggiori umanisti parigini dell'epoca, e si fece un buon amico nell'umanista italiano Fausto Andrelini, già poeta laureato a Roma e che anche in Francia aveva ottenuto un grande successo nel campo delle lettere latine, tanto da essere nominato poeta regio da Carlo VIII.

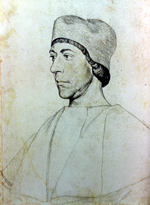
Il teologo inglese John Colet

Nell'estate del 1499 lasciò Parigi per l'Inghilterra, per diventare precettore del giovane William Blount, quarto barone di Mountjoy, che sarà poi maestro del principe Enrico. Grazie alle conoscenze di lord Mountjoy, Erasmo venne in contatto con molti esponenti dell'aristocrazia, con Tommaso Moro (1478-1535), con William Grocyn (1446-1519), con Thomas Linacre (1460-1524). Si compiaceva di vedere come in Inghilterra germogliassero «ovunque abbondanti i semi della scienza antica», come scrisse il 5 dicembre all'amico Robert Fisher.
A Londra fu presentato al principino Enrico e, stabilitosi a Oxford, conobbe anche il teologo John Colet (1466-1519), del quale ascoltò con grande interesse le lezioni sulle lettere di san Paolo. Si è sostenuto che il Colet abbia esercitato un influsso decisivo su Erasmo, spingendolo a quell'interesse filologico per la Bibbia che è centrale nella sua attività di studioso. In realtà John Colet non conosceva il greco e il fascino che egli esercitò sull'umanista olandese si deve probabilmente soprattutto alla qualità del suo carattere personale, come lo stesso Erasmo scrisse ricordando il Colet.
Dopo sei mesi, nel gennaio del 1500, si imbarcò a Dover con una dote di venti sterline per proseguire gli studi, che gli fu confiscata dall'ufficiale di dogana. Erasmo riapparve a Parigi con sei angeli d'oro, del valore dieci volte più basso. Il colpo del fato rimase impresso nella sua mente per lungo tempo. Il viaggio fu molto movimentato: dopo il sequestro alla dogana di Dover, due briganti tentarono di rapinarlo in Francia. Il bisogno di guadagnare rimase per molti anni assillante ed egli dovette più volte rivolgersi a diversi benefattori sparsi tra i Paesi Bassi, l'Inghilterra e la Francia. Era già ben consapevole del suo valore se, chiedendo all'amico Jacob Batt di intercedere presso la ricca mecenate Anna van Borsselen, scriveva nel 1500 che «con i miei scritti renderò a questa gentilissima signora più onore di tutti gli altri teologi da lei protetti. Mentre essi predicano banalità effimere, quello che scrivo io è destinato a durare. Quegli ottusi chiacchieroni si possono ascoltare in questa o quella chiesa, mentre i miei libri vengono letti da latini, da greci, da tutti i popoli della terra. Di tali ottusi teologi se ne trovano in abbondanza, uno come me non lo si vede da secoli».

### GliAdagia

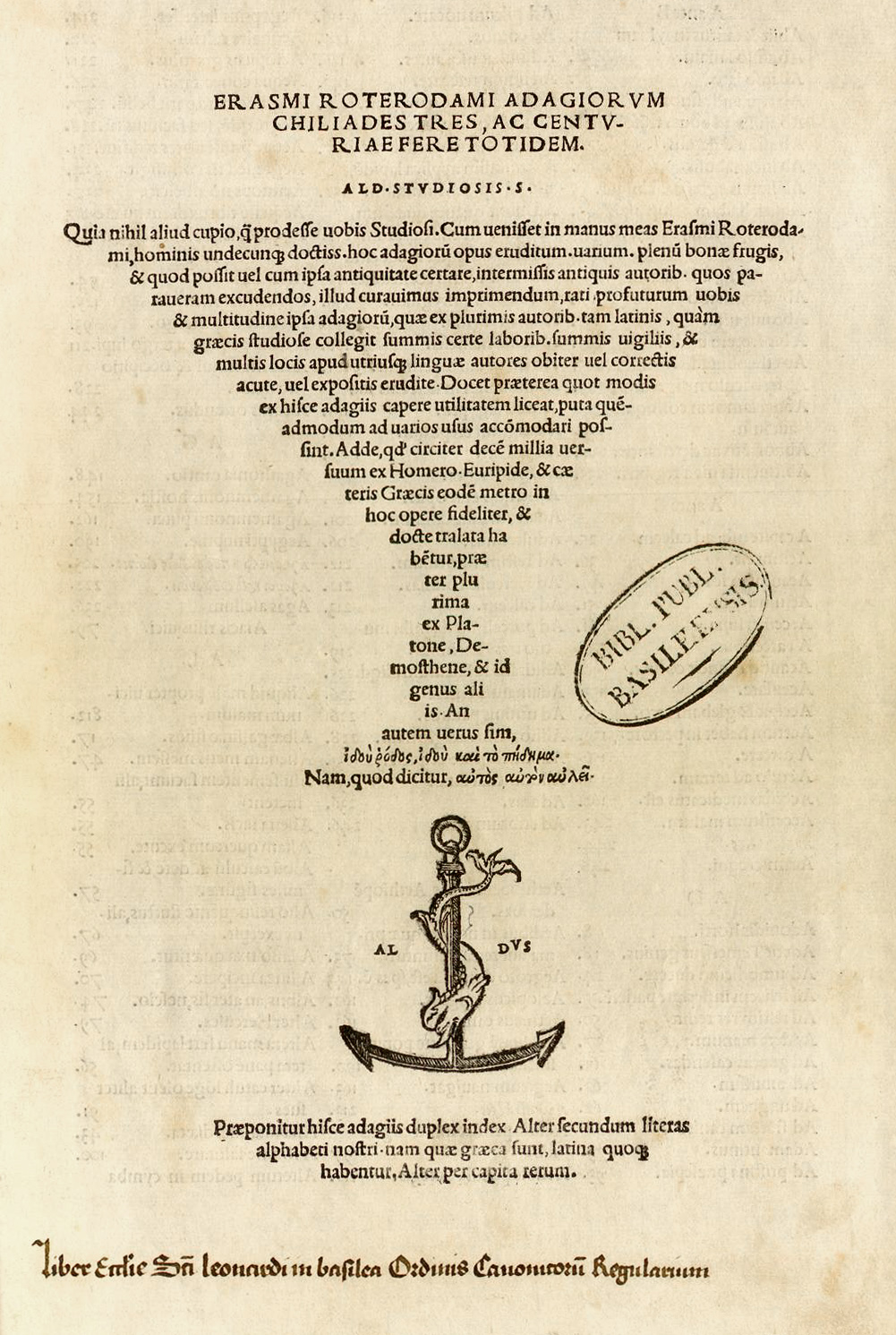
Adagia, Venezia 1508

Nel 1500 l'editore parigino Jean Philippe pubblicò gli Adagiorum collectanea (o, in breve, Adagia), una raccolta di 818 proverbi latini e modi di dire filologicamente commentati, raccolti da Erasmo con l'aiuto di Fausto Andrelini: infatti, una lettera di quest'ultimo che sottolineava l'utilità e l'eleganza dell'opera era compresa nella pubblicazione.
La raccolta si amplierà con le successive edizioni: quella del 1505 ne contiene 838, l'edizione aldina del 1508 - a partire dalla quale Erasmo comincia a inserire numerose citazioni greche - ne contiene 3.260 e porta il titolo Adagiorum chiliades che sarà quello definitivo anche nell'ultima edizione del 1526, pubblicata con i tipi dell'editore di Basilea Johan Froben e contenente 4.151 proverbi.
I più citati, tra i latini, sono Cicerone, Aulo Gellio, Macrobio, Orazio, Virgilio; tra i greci, Aristofane, Aristotele, Diogene Laerzio, Luciano, Omero, Pitagora, Platone, Plutarco, Sofocle, la Suda. Gli autori cristiani - Agostino e Girolamo - o i passi biblici sono relativamente meno presenti, mentre non mancano autori rari come Michele Apostolio, Diogeniano, Stefano di Bisanzio, Zenobio.
Erasmo aveva infatti iniziato a studiare il greco solo dal 1500, comperandosi scritti di Platone e pagandosi un insegnante, e nello stesso tempo si dedicava allo studio di Gerolamo, di cui possedeva tutte le opere. La conoscenza del greco gli era indispensabile per affrontare l'impegno maggiore, quello della Bibbia e della teologia: «io credo che sia il colmo della follia anche solo accennare a quella parte della teologia che tratta in particolare del mistero della salvezza, se non si è padroni anche del greco», scriveva nel 1501, e tre anni dopo scriveva di trovarsi «sotto l'incantesimo del greco», deciso a dedicare la vita allo studio della Scrittura.

### L'Enchiridion

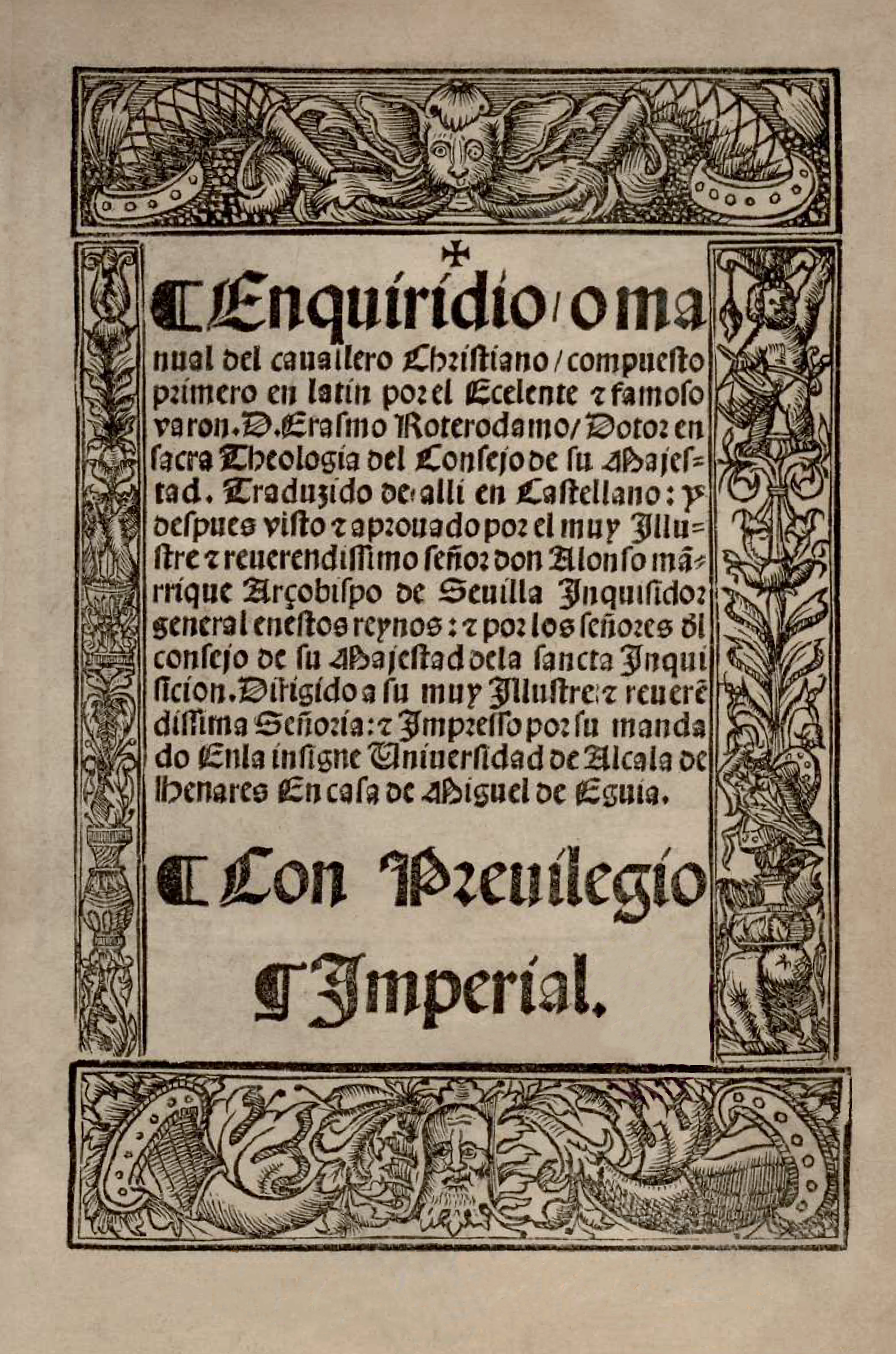
Enchiridion militis christiani, edizione spagnola, 1528

Già scritto nel 1501 per Johann Poppenreyter, un armiere della corte di Borgogna, il quale si fece dell'opuscolo quel che Erasmo si «fece della spada ricevuta in cambio per omaggio», cioè nulla, l'Enchiridion militis christiani fu rielaborato da Erasmo nel 1503 e pubblicato ad Anversa dall'editore Dirck Maertens nel febbraio del 1504 nelle Lucubratiunculae, una raccolta di brevi scritti di diversi autori. L'Enchiridion fu edito come opera a sé dallo stesso Maertens nel 1515 a Lovanio ed ebbe una larga diffusione con diverse traduzioni: la prima traduzione italiana, a opera di Emilio dei Migli, apparve a Brescia nel 1531. È da notare che, per la ristampa del 1518 dell'editore Johann Froben di Basilea, Erasmo scrisse un'introduzione nella quale difendeva Lutero dagli attacchi cui era soggetto dopo l'esposizione delle sue Tesi.
Riprendendo la polemica cristiana contro il Farisaismo, dalla tesi esposta nell'Enchiridion da Erasmo deriva che, per giungere a Dio, la via delle pratiche esteriori di devozione - andare in chiesa, recitare i salmi, digiunare - non è adeguata se non corrisponde a un'intima convinzione: «beati coloro che ascoltano interiormente la parola di Dio. Felici quelli a cui il Signore dice interiormente la sua parola: le loro anime saranno salvate». Credere che le cerimonie religiose da sole bastino a salvarci significa «rimanere nella carne della legge, confidare in cose che non valgono nulla e che in realtà Dio detesta».
La vita monacale è un esempio di pratica continua e scrupolosa delle cerimonie. I monaci, che pure credono di avere un rapporto privilegiato con Dio e con lo spirito, sono rimasti in realtà «bambini in Cristo», mostrando una «grande debolezza d'animo: trepidano anche laddove non c'è nulla da temere e sbadigliano per il sonno quando il pericolo è maggiore». Essi opprimono il cristiano con scrupoli e cavilli, «lo costringono a rispettare tradizioni puramente umane e precipitano il misero in una sorta di giudaismo, gli insegnano il timore, non l'amore».
Altri esempi di devozione cerimoniale degenerati nel formalismo e nella vuota apparenza sono il culto dei santi e delle reliquie. È meglio imitare la loro vita e le loro virtù, e piuttosto che venerare un frammento della croce di Cristo, è meglio ascoltare la sua parola: «come niente è più simile al Padre del Figlio, il Verbo del Padre che promana dall'intimità del suo cuore, così niente è più simile a Cristo della sua parola». Anche la messa appartiene alla sfera dell'esteriorità se il sacrificio di Cristo non si realizza nello spirito dell'uomo.
Enchiridion significa manuale o anche pugnale e lo scopo del libro, come dichiara l'autore, è prescrivere un modello di vita cristiana. Il cristiano è concepito come un soldato che deve combattere per vivere felicemente nel mondo: egli possiede due armi, la preghiera e la conoscenza di sé. In quanto essere naturale, egli appartiene a questo mondo, ma egli è anche un essere spirituale, e deve pertanto innalzarsi al mondo dello spirito. Citando infatti il passo di Giovanni «è lo spirito che dà la vita, la carne non giova a nulla», Erasmo commenta che «a tal punto non giova, che la carne è mortifera se non conduce allo spirito». E anche Paolo «vuole che ci fondiamo sullo spirito che è la fonte della carità e della libertà».
Nella visione di Erasmo del cristianesimo, «l'uomo si pone davanti a Dio come individuo singolo, e segue solo la voce di Dio e della propria coscienza [...] È la via verso l'interiorizzazione. Il dato oggettivo e insignificante, quello istituzionale, non serve [...] quello che conta veramente è solo il cuore, la disposizione individuale». Con l'Enchiridion, «la parola d'ordine della libertà evangelica è lanciata. E sebbene in questa prima fase essa sia una formula più che una dottrina, tuttavia fin da ora la si trova strettamente associata alla religione dello spirito. La libertà evangelica è il vertice dello spiritualismo di Erasmo, il risvolto positivo della sua battaglia contro l'esteriorità delle cerimonie».
Quel che Erasmo intendeva colpire erano comunque gli eccessi di tali cerimoniali, non le pratiche in sé. Sono attestate ad esempio le sue esperienze di pellegrino al santuario di Nostra Signora della Santa Casa a Walsingham, o una preghiera di ringraziamento in onore di Santa Genoveffa, da lui composta per averlo fatto guarire da una malattia.

### Il viaggio in Italia

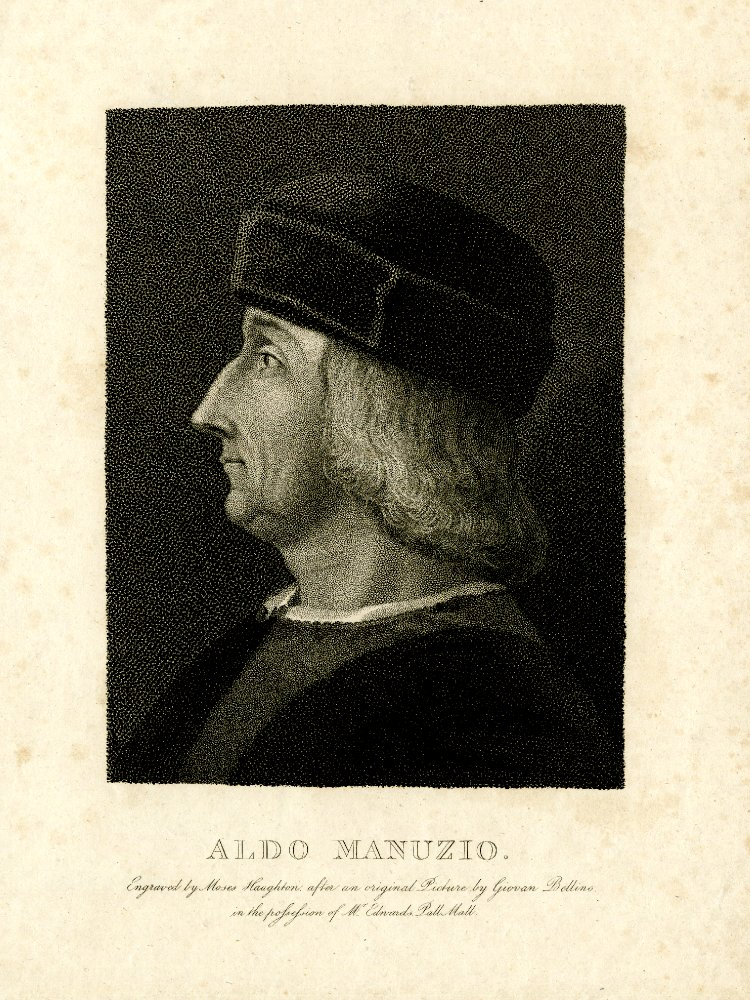
Aldo Manuzio (ritratto da Giovanni Bellini)

Il nuovo secolo si era aperto per Erasmo con nuovi viaggi da Parigi a Orléans, poi a Lovanio nel 1502, ancora a Parigi nel 1505, dove pubblicò le Annotationes al Nuovo Testamento di Lorenzo Valla, primo esempio della sua attività di curatore ed esegeta di manoscritti.
Dopo una breve permanenza in Inghilterra, dal 1506 al 1509 Erasmo visse in Italia. Dopo un primo periodo trascorso a Torino, dove il 4 settembre 1506 si laureò in teologia presso la locale Università allora situata nei pressi dell'attuale via Garibaldi, si trasferì a Bologna e di qui a Venezia, ospite del suocero dell'editore Aldo Manuzio. Con lui abitava l'umanista Girolamo Aleandro, dal quale Erasmo prese lezioni di greco: destinato a una carriera ecclesiastica di grande successo, l'Aleandro diventerà cardinale e nunzio pontificio, e accuserà Erasmo di essere un eretico e un fomentatore della Riforma protestante.
Erasmo approfittò del soggiorno veneziano per procurarsi altri manoscritti di autori greci e per lavorare intensamente agli Adagia che ampliò notevolmente e fece pubblicare dal Manuzio nel 1508. Visitò anche Padova e Siena, fu a Napoli, a Cuma e, nel 1509, a Roma, dove conobbe i cardinali Domenico Grimani e Giovanni de' Medici, gli umanisti Raffaele Riario ed Egidio di Viterbo - altro suo futuro, accanito avversario - e assistette, il venerdì santo, a una predica tenuta di fronte a Giulio II nella quale l'oratore paragonava il papa a Giove che impone la sua autorità ai potenti del mondo.
La notizia della morte del re inglese Enrico VII nell'aprile del 1509 e della prossima salita al trono di Enrico VIII, comunicatagli dall'amico Blount con un invio di denaro e il miraggio dei grandi successi che lo avrebbero atteso in Inghilterra, lo spinse a lasciare Roma, e come all'andata in Italia era andato scrivendo un De senectute, così nel viaggio di ritorno, «per non perdere in chiacchiere da rozzi illetterati tutto il tempo», gli venne in mente di celebrare l'elogio della pazzia, quel Moriae encomium che nel titolo ricordava il nome dell'amico Tommaso Moro che si riprometteva di rivedere nella lontana isola.

### In Inghilterra: l'Elogio della Follia

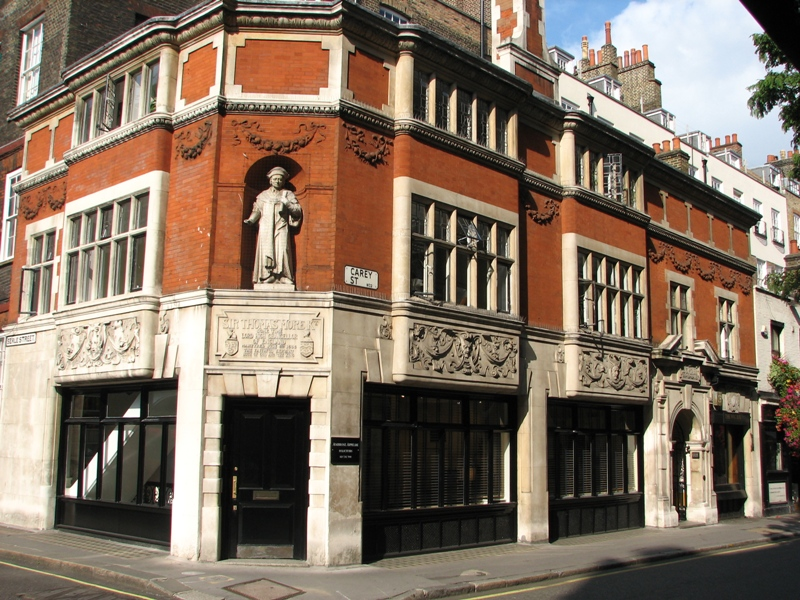
La casa di Thomas More a Londra

Dopo un viaggio di due mesi Erasmo raggiunse l'Inghilterra, dove fu ospite dell'amico Tommaso Moro. Durante un periodo di malattia, riprese la sua idea di scrivere un Moriae encomium o Elogio della Follia, che portò a termine in una settimana. Lo scritto fu pubblicato la prima volta a Parigi nel 1511, ebbe una seconda edizione aumentata nel 1514, poi nel 1515 ne apparve a Basilea, per l'editore Froben, la versione definitiva con un commento dell'umanista olandese Gerard Listrius, scritto in parte dallo stesso Erasmo.
È la Follia personificata a parlare e a fare l'elogio di se stessa di fronte a un pubblico che appare molto divertito. Erasmo mantiene nel discorso una costante ambiguità, presentando le sue affermazioni non solo come folli, ma anche rivelatrici, sotto l'apparenza scherzosa, di una profonda e seria verità.
La Follia è figlia della ninfa Neotete, la Giovinezza, e di Pluto, il dio della ricchezza, e a un cenno di questo dio «tutte le cose, sacre e profane, si confondono insieme, a suo arbitrio si fanno guerre, paci, imperi, consigli, tribunali, assemblee popolari, matrimoni, trattati, alleanze, leggi, arti, cose serie e cose buffe», insomma tutte le attività proprie dell'uomo. Già gli esseri umani nascono da quella parte del corpo che è «così pazza, così buffa, che non se ne può fare nemmeno il nome senza scoppiare a ridere», e per mettere il collo al guinzaglio del matrimonio bisogna proprio essere sotto l'influsso di Anoia, l'irriflessione.
L'incanto dell'infanzia è dovuto a quella sua «follia pazzerellona», il piacere della gioventù a quella sua certa mancanza di giudizio, e alla noiosa assennatezza dell'età matura succede spesso il rimbambimento della vecchiaia: «il vecchio va in delirio, e questo è dono mio - dice la Follia - ma intanto questo mio vecchio delirante è libero da quei miserevoli affanni che torturano il saggio». Un po' di follia dà sapore alla vita, rende amabili le donne, favorisce la convivialità e le amicizie, insomma ci permette di sopportarci a vicenda.

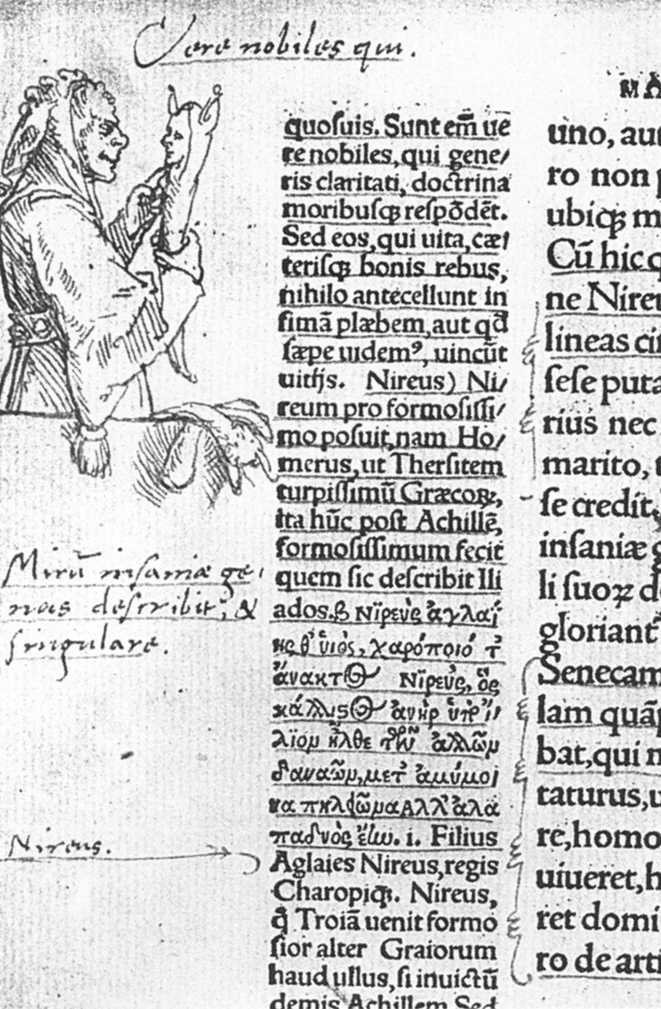
Esemplare dell'Elogio con disegni di Holbein il Giovane

La follia produce le guerre, che sono «origine e campo delle imprese più lodate», affidate non a caso a «parassiti, ruffiani, briganti, sicari, contadini, imbecilli, indebitati e simile feccia umana», certamente non ai filosofi e ai cosiddetti sapienti, che se mettono mano agli affari di Stato combinano solo danni, e sono inabili anche alle più modeste funzioni della vita quotidiana. Per governare occorre invece ingannare il popolo, lusingarlo per acquisirne il favore, essere spinto da quella follia che è l'amore di sé, della fama e della gloria che ci fa abbandonare ogni timidezza e ci induce all'azione.
A guardar bene, la vita è una commedia dove ciascuno recita una sua parte, e non è bene strappare la maschera agli attori che stanno recitando: «tutta la vita non ha alcuna consistenza ma, tant'è, questa commedia non può essere rappresentata altrimenti», e il saggio che volesse mostrare l'autentica realtà delle cose farebbe la figura dell'insensato. L'uomo veramente prudente non deve «aspirare a una saggezza superiore alla propria sorte, ma fare buon viso all'andazzo generale e partecipare alle debolezze umane. Si dirà che questa è follia. Non lo negherò, purché si conceda che tale è la vita, la commedia della vita che stiamo recitando».
Erasmo accenna poi alle follie di diverse categorie di persone: i cacciatori, gli alchimisti, che sprecano tempo e denaro, e come loro i giocatori d'azzardo, mentre al contrario, coloro che propalano «miracoli e favolette di prodigi» hanno per scopo di «cavar quattrini, come usano principalmente preti e predicatori popolari». Ci sono poi i superstiziosi, quelli che recitano ogni giorno i salmi penitenziali, e quelli che attribuiscono a ciascun santo una particolare virtù protettrice. Del resto, questi vaneggiamenti sono autorizzati e alimentati dai sacerdoti, i quali «sanno che questa è una piccola fonte di guadagno che non finisce mai».
C'è poi la follia dei nobili, che si vantano dei loro antenati ma che non differiscono «dall'ultimo mozzo di stalla», quella dei commercianti, che benché esercitino «la più ignobile delle professioni e nella maniera più ignobile», si considerano gli uomini più importanti del mondo, come i grammatici, «sempre affamati, sempre ripugnanti», che «marciscono nel fetore e nella sozzura». I poeti credono di acquistare fama immortale, ma non fanno altro che «accarezzare le orecchie di qualunque babbeo con ciance e favolette da ridere», Ci sono poi gli scrittori, i più seri dei quali, mai soddisfatti dell'opera loro, perdono la salute e la vista senza compenso, mentre gli altri sanno che più scriveranno sciocchezze maggior successo avranno, come i plagiari, che si gloriano di una fama usurpata. Facendo la satira degli studiosi e degli scrittori, Erasmo giunge di fatto a burlarsi di se stesso, rivelando però in tal modo come sia difficile prendere completamente sul serio la sua Follia.

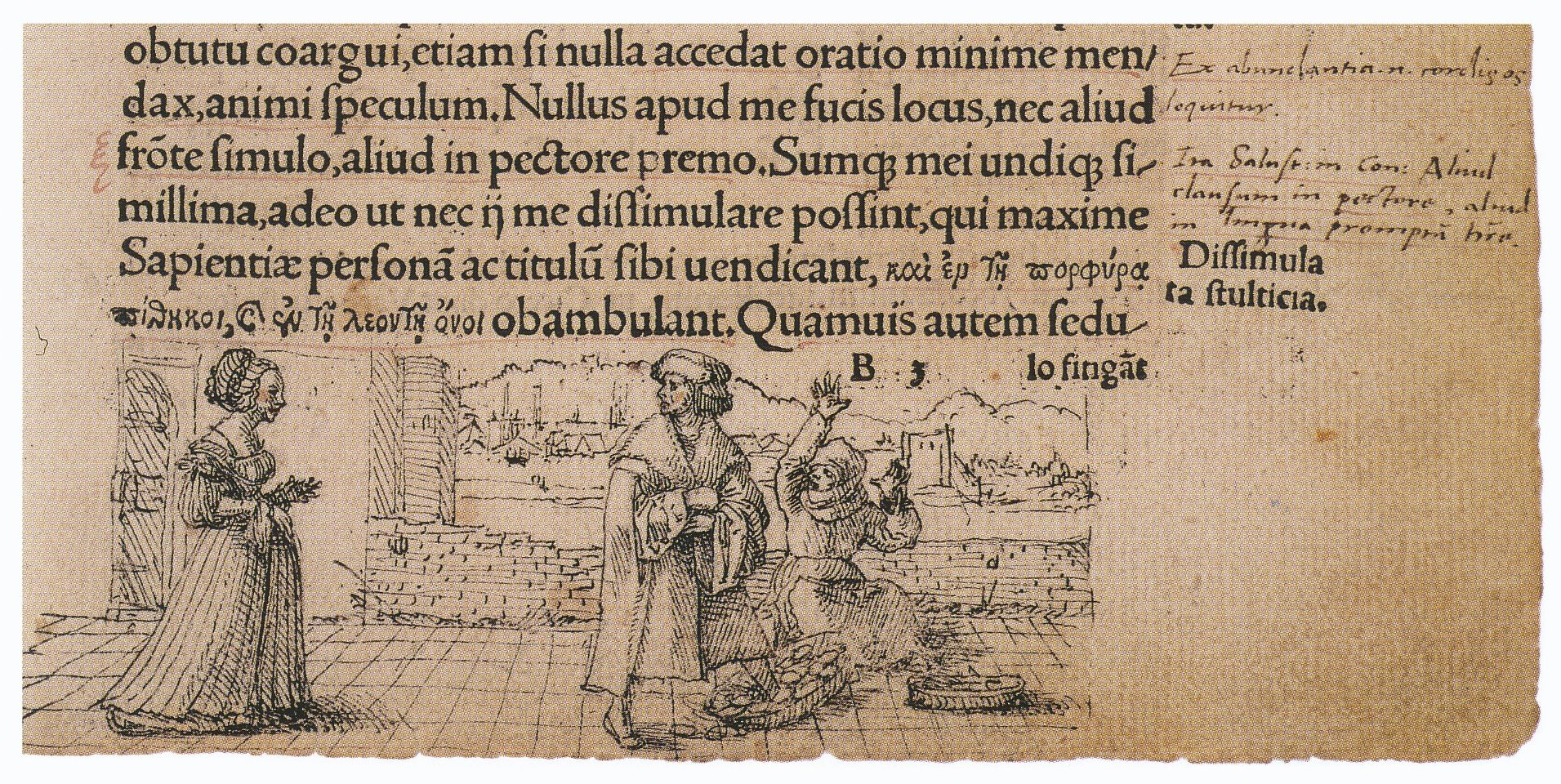
Hans Holbein il Giovane: Stoltezza del sapiente

Tra gli eruditi, i giuristi formano migliaia di leggi «poco importa se a proposito o a sproposito» e poi ammucchiano cose su cose per rendere più difficili gli studi legali. I retori e i sofisti battagliano su «questioni di lana caprina» e si azzuffano su qualsiasi argomento «armati di tre sillogismi». I filosofi poi, benché non sappiano nulla, fanno professione di sapere tutto e «van gridando dovunque che essi vedono le idee, gli universali, le forme separate, la materia prima, le quiddità e le ecceità».
Largo spazio viene dedicato da Erasmo anche alla follia di teologi ed ecclesiastici. Oggetto della sua satira non sono ovviamente i teologi in quanto tali, ai quali lui stesso si onorava di appartenere, bensì i theologiae histriones («istrioni della teologia») come li definisce nella lettera apologetica a Martin Dorp del maggio 1515. Costoro, «razza straordinariamente boriosa e irritabile», si occupano delle questioni più assurde, quali «Iddio Padre odia il Figlio? Avrebbe potuto Dio prender forma di donna, o del diavolo, d'un asino, d'una zucca, d'una pietra? E in tal caso, come avrebbe una zucca parlato al popolo e fatto miracoli?», e formulano sentenze morali paradossali. Questi teologi della scolastica decadente - di indirizzo realista, nominalista, tomista, albertista, occamista, o scotista - metterebbero in difficoltà san Paolo e tutti gli apostoli, se disputassero con loro. E guai a non essere d'accordo con loro. Ne verrebbe subito la sentenza: «questa proposizione è scandalosa, quest'altra poco reverente, questa puzza d'eresia, quest'altra suona male». Buffo poi è il fatto che essi credono di esser grandi teologi, quanto più barbaramente parlano: «sostengono infatti che non è conforme alla maestà delle sacre lettere esser costretti a ubbidire alle leggi dei grammatici». A costoro Erasmo contrappone i teologi che ritiene autenticamente autorevoli: «Tanta è la sottigliezza del loro giudizio che, senza il voto di questi baccellieri, a formare un vero cristiano non basterebbero il battesimo, né il Vangelo, né San Paolo o San Pietro, né San Gerolamo o Sant'Agostino, né lo stesso San Tommaso, il più aristotelico di tutti i teologi».
Quanto a quei religiosi che sono detti monaci - parola che significa letteralmente solitari - c'è da dire che buona parte di essi non hanno niente a che fare con la religione e non sono solitari, visto che «non c'è luogo dove non te li trovi tra i piedi». Quando in chiesa non «ragliano, da asini che sono, i loro salmi», disturbano per le strade, elemosinando con grande fracasso, e credono di guadagnarsi la vita eterna osservando certe «cerimonie e tradizioncelle umane», senza sapere che Cristo chiederà conto dell'osservanza del comandamento della carità. Da come predicano, poi, «c'è da giurare che siano stati a scuola da ciarlatani di piazza, senza per altro riuscire a raggiungerli».
Vescovi e cardinali, gli eredi degli apostoli, si danno alla bella vita, e i papi, i vicari di Cristo, vivono «mollemente e senza pensieri». Mentre i primi cristiani abbandonavano tutti i loro beni per seguire Gesù, per il cosiddetto patrimonio di san Pietro, cioè «borgate, tributi, dazi, signorie», i papi «si battono con il ferro e il fuoco, non senza effusione di molto sangue cristiano», e sono essi «a lasciare sparire nel silenzio Cristo, a incatenarlo trafficando con le loro leggi, a corromperlo con interpretazioni sforzate, a sgozzarlo con la loro vita pestifera».

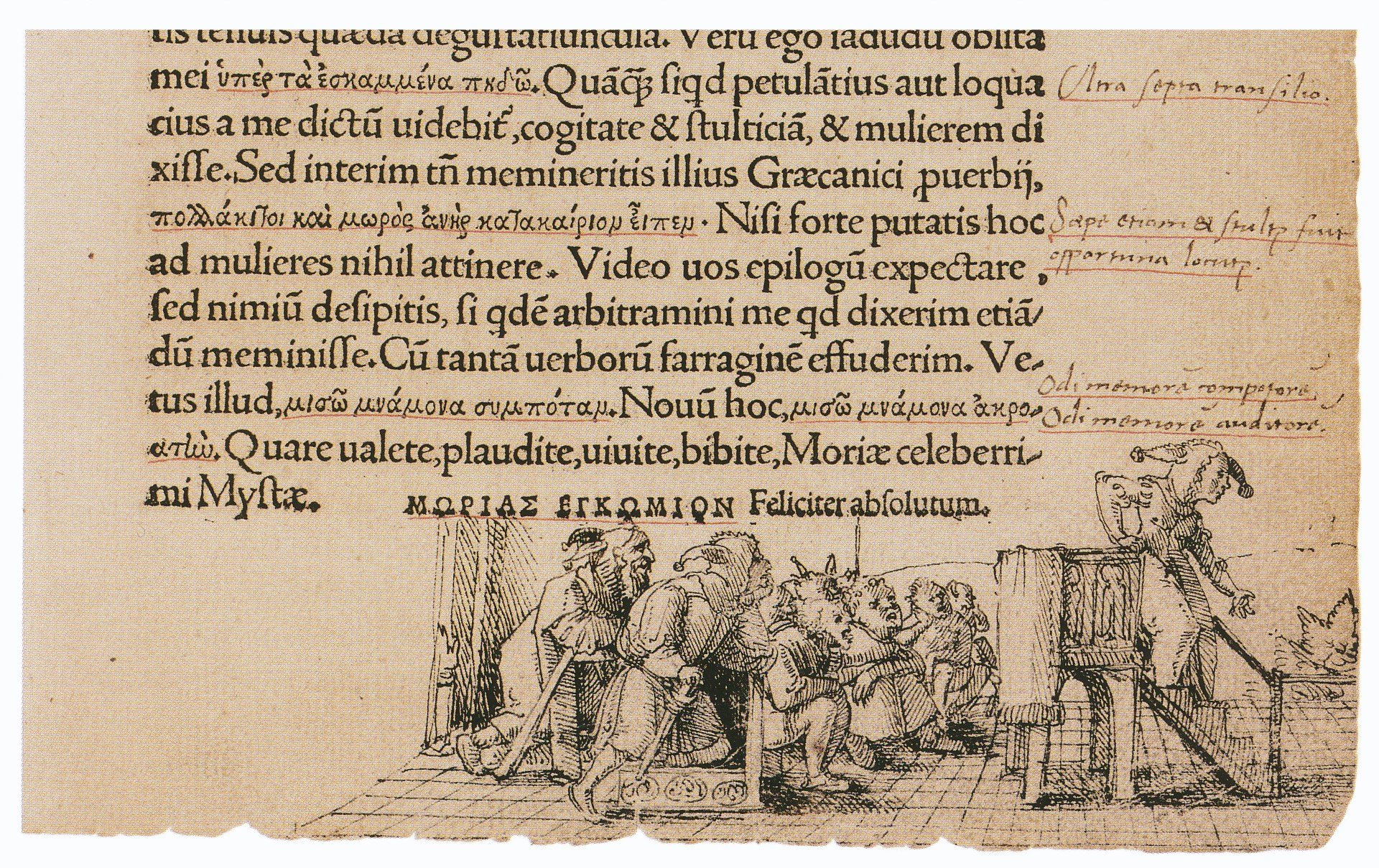
Hans Holbein: La Follia scende dal pulpito

L'ultima parte dell'Elogio della follia, uscendo dai toni fin troppo burleschi, acquista connotazioni decisamente teologiche, diventando apologia della fede cristiana che contro e oltre le necessità della ragione accetta un articolo di fede indimostrabile, un uomo che è Dio, che muore sulla croce e resuscita dai morti. Rifacendosi a San Paolo, Erasmo fa dire alla Follia che occorre farsi stolto per diventare sapiente, e che a Dio sono cari gli uomini senza senno. È per lo stesso motivo che i re, i sovrani del mondo, odiano coloro che sono troppo intelligenti e preferiscono circondarsi di persone grossolane? Certamente no, ma «la religione cristiana ha una specie di parentela con la pazzia», perché coloro che sono stati conquistati dalla pietà cristiana hanno prodigato i loro beni, trascurato le offese, tollerato gli inganni, considerato amici i nemici, evitato i piaceri, avuto a fastidio la vita, desiderato la morte. Insomma, sono diventati «assolutamente ottusi a ogni senso comune, come se il loro animo vivesse altrove, non dentro il corpo. E questa che cos'è, se non pazzia?».
Come la saggezza umana è follia agli occhi di Dio e viceversa, così già Platone, attraverso il mito della caverna, aveva mostrato i due piani della conoscenza: quello dei prigionieri legati che osservano le ombre della realtà, scambiandole per realtà autentica, e quello del prigioniero che si libera, esce dalla caverna e torna a riferire ai suoi compagni delle cose viste nella loro realtà. Quest'ultimo, «ormai sapiente, compiange e deplora la loro pazzia, posseduti come sono da così grande illusione; gli altri invece ridono di lui come di un matto che sragiona».
L'opera ebbe grande successo: vivente Erasmo, conobbe 36 edizioni, numerose traduzioni e imitazioni, come il De triumpho stultitiae di Faustino Perisauli. La verve polemica e a tratti graffiante di cui nonostante ciò fu accusato era comunque lontana dalla sua sensibilità: «Non volli offendere, ma ammonire, non nuocere ma giovare, non recar danno ma sostegno ai costumi degli uomini».
Erasmo aveva ottenuto nel 1511 una pensione e i benefici della parrocchia di Aldington, nel Kent, e grazie all'interessamento dell'amico John Fisher, vescovo e rettore dell'Università di Cambridge, d'insegnare in questa Università greco e teologia. Qui intraprese uno studio approfondito delle lettere di san Gerolamo e del Nuovo Testamento. Rimasto in contatto con John Colet, che a Londra aveva fondato la Saint Paul's School, gli dedicò il De copia duplici, un manuale di stile latino.

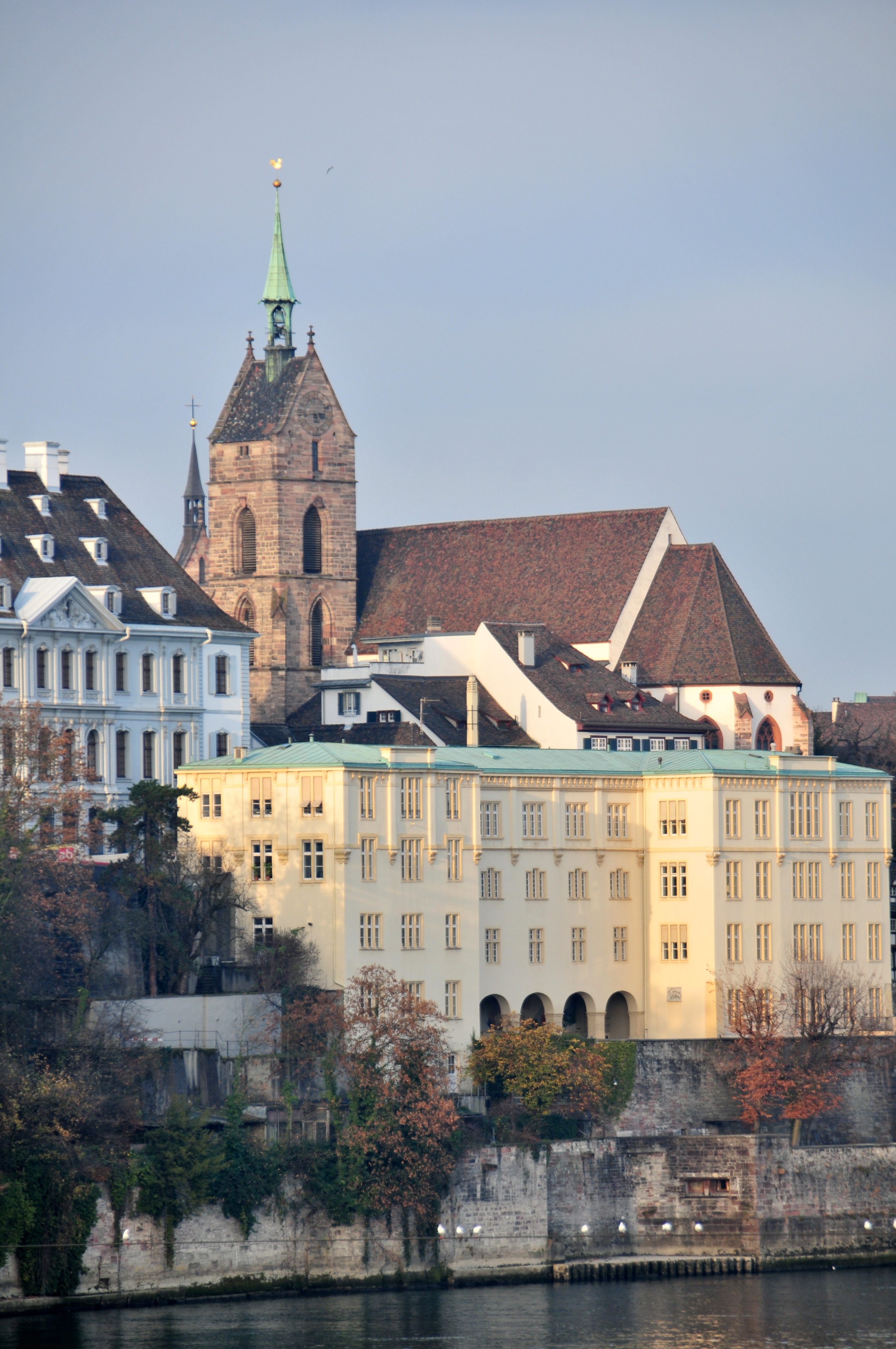
L'Università di Basilea come luogo d'innovazione intellettuale.

### A Lovanio e a Basilea
Nel gennaio 1514, non sopportando i colleghi di teologia di Cambridge, già oggetto della satira dell'Elogio, lasciò l'insegnamento e tornò a Londra, prima tappa per il ritorno nel continente. In luglio sbarcò a Calais, dove fu raggiunto dall'ordine del priore di Steyn di tornare in convento. Erasmo rifiutò, sostenendo di non essere fatto per la vita conventuale e di voler continuare i suoi studi e le sue pubblicazioni. Si fermò per breve tempo a Lovanio e in agosto riprese il viaggio lungo il Reno per raggiungere Basilea e accordarsi con l'editore Johann Froben per una nuova edizione ampliata degli Adagia, per quella delle lettere di Gerolamo e soprattutto per la pubblicazione del testo del Nuovo Testamento, nella versione greca e latina da lui curata con l'aggiunta dei suoi commenti.
La diffusione degli Adagia, dell'Enchiridion e dell'Elogio lo avevano reso molto noto e rispettato negli ambienti umanistici ed egli fu accolto, anche nelle soste fatte a Treviri, a Magonza e a Strasburgo, con tutti gli onori.
La sua polemica contro alcuni aspetti della vita della Chiesa cattolica non nacque da dubbi sulla dottrina tradizionale né da ostilità verso l'organizzazione in sé della Chiesa, ma, piuttosto, da un'esigenza di purificare la dottrina stessa e di salvaguardare le istituzioni del Cristianesimo dai pericoli che le minacciavano, quali la corruzione, l'interesse di pontefici guerrieri come papa Giulio II all'ampliamento dello Stato della Chiesa, la vendita delle indulgenze, il culto smodato delle reliquie.
Come studioso cercò di liberare i metodi della scolastica dalla rigidità e dal formalismo della tradizione medievale. Egli si riteneva un predicatore della virtù, e questa convinzione lo guidò per tutta la vita mentre cercava di rigenerare l'Europa mediante una critica profonda e coraggiosa alla Chiesa cattolica. Tale convinzione rappresenta il filo conduttore di un'esistenza che, altrimenti, potrebbe sembrare piena di contraddizioni.
Tuttavia con il passare degli anni le posizioni estremiste presero il sopravvento su quelle moderate ed Erasmo si trovò sempre più in contrasto sia con le chiese riformate che con quelle cattoliche perché entrambe erano fortemente opposte alla sua visione moderata.

### Erasmo e la riforma luterana
La Riforma di Martin Lutero – che tradizione vuole prenda avvio il 31 ottobre 1517 con l'affissione sulla porta della chiesa di Wittenberg, com'era uso a quel tempo, di 95 tesi in latino riguardanti il valore e l'efficacia delle indulgenze – mise a dura prova il carattere di Erasmo. Fino ad allora il mondo aveva riso della sua satira, ma pochi avevano interferito con le sue attività.
Le tensioni erano giunte a un punto tale che pochi avrebbero potuto sottrarsi al nascente dibattito, non certo Erasmo che era proprio al culmine della propria fama letteraria. Il doversi per forza schierare e la partigianeria erano contrarie sia al suo carattere sia ai suoi costumi. Nelle sue critiche rivolte alle "follie" clericali e agli eccessi della Chiesa egli aveva sempre tenuto a precisare di non volere attaccare la Chiesa come istituzione e di non essere mosso da inimicizia nei confronti del clero.
Erasmo condivideva, in effetti, molti aspetti delle critiche di Lutero alla Chiesa cattolica, ad esempio nei confronti delle indulgenze e dei formalismi esteriori del clero, come pure sulla necessità di un ritorno allo spirito originario del cristianesimo. Sarà invece il punto centrale della dottrina luterana (quello che negava l'esistenza del libero arbitrio) a tenere divisi i due personaggi. Erasmo aveva il massimo rispetto per Martin Lutero e, a sua volta, il riformatore manifestò sempre ammirazione per la superiore cultura di Erasmo. Lutero sperava di potere collaborare con Erasmo in un'opera che gli sembrava la continuazione della propria.

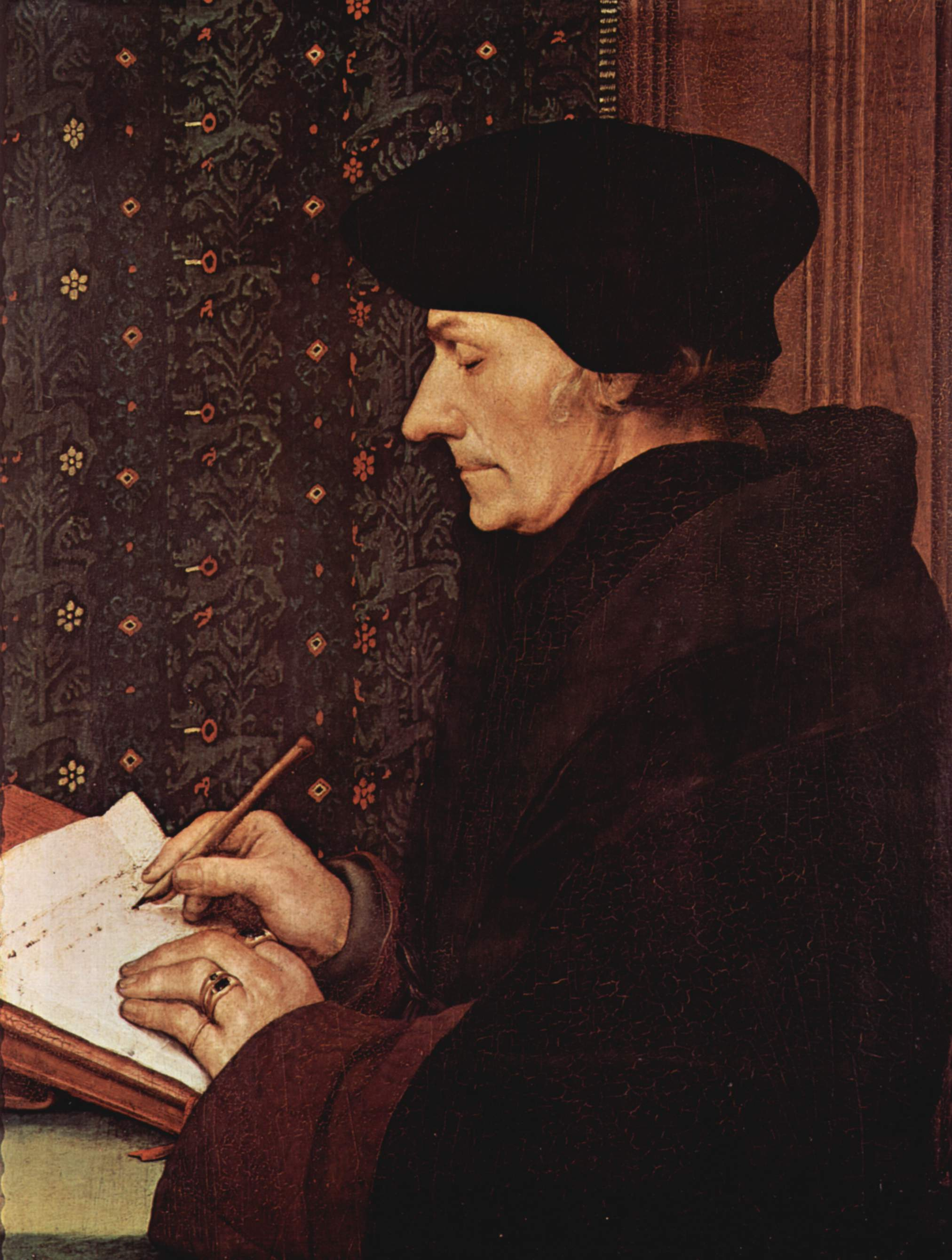
Erasmus dipinto da Hans Holbein il Giovane

Erasmo, invece, declinò l'invito ad impegnarsi, affermando che se avesse seguito tale invito, avrebbe messo in pericolo la propria posizione di guida di un movimento puramente intellettuale, che riteneva essere lo scopo della propria vita. Soltanto da una posizione neutrale – riteneva Erasmo – si poteva influenzare la riforma della religione. Erasmo rifiutò dunque di cambiare confessione, ritenendo che vi fossero possibilità di una riforma anche nell'ambito delle strutture esistenti della Chiesa cattolica.
A Lutero tale scelta parve un mero rifiuto ad assumersi le proprie responsabilità motivato da mancanza di fermezza o, peggio, da codardia.
Fu allora che Erasmo – contrariamente alla sua natura – prese posizione per due volte su questioni dottrinalmente controverse.
- La prima volta fu sul tema cruciale del libero arbitrio. Nel 1524 con il suo scritto De libero arbitrio diatribe sive collatio egli satireggiò la dottrina luterana del "servo" arbitrio. In ogni caso nella sua opera egli non prende una posizione definitiva, ma ciò agli occhi dei luterani rappresentava già una colpa. In risposta Lutero nel 1525 scrisse il De servo arbitrio, nel quale attaccava direttamente Erasmo tanto da affermare che quest'ultimo non sarebbe stato neppure un cristiano.

Mentre la Riforma trionfava, iniziarono però anche quei disordini sociali che Erasmo temeva e che Lutero riteneva inevitabili: la guerra dei contadini tedeschi, l'iconoclastia, il radicalismo che sfociò nei movimenti anabattisti in Germania e Paesi Bassi. Erasmo era felice di essersene tenuto lontano, anche se, in ambienti cattolici, lo si accusava di essere stato il fomentatore di tali discordie.
A dimostrazione della sua lontananza dalla Riforma, quando nel 1529 Basilea adottò le dottrine riformate, Erasmo si trasferì nella vicina città imperiale di Friburgo in Brisgovia, rimasta cattolica.
A Friburgo egli continuò la sua instancabile attività letteraria terminando l'opera più importante dei suoi ultimi anni: l'Ecclesiaste, parafrasi dell'omonimo libro biblico (detto pure Qoelet, o il "Predicatore"), nel quale egli sostiene che la predicazione è l'unico dovere veramente importante della fede cattolica.
- La seconda grande questione alla quale Erasmo prese parte fu quella della dottrina dei sacramenti e, in particolare, del valore dell'eucaristia. Nel 1530 Erasmo pubblicò una nuova edizione del testo ortodosso risalente all'XI secolo di Algerius contro l'eretico Berengario di Tours. Ad esso aggiunse una dedica, nella quale confermava la propria fede nella dottrina cattolica della presenza reale di Cristo nell'ostia consacrata. In tal modo egli smentì gli antisacramentali guidati da Giovanni Ecolampadio di Basilea, i quali citavano Erasmo a sostegno delle loro tesi scismatiche.

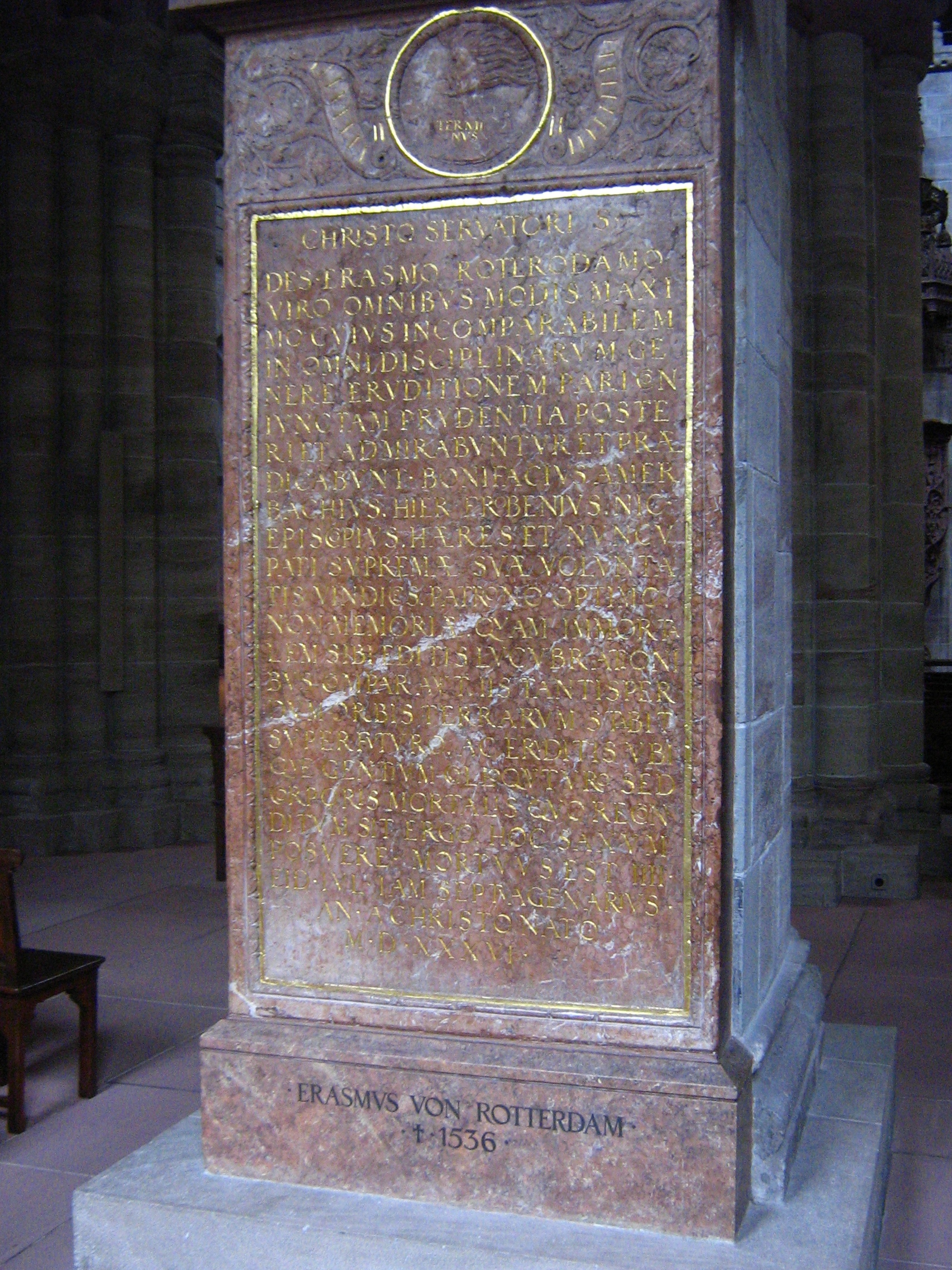
Tomba di Erasmo da Rotterdam nella Cattedrale di Basilea

### Gli ultimi anni e la morte
Inviso ormai ad ambo gli schieramenti – il 19 gennaio 1543 i suoi libri saranno bruciati a Milano insieme a quelli di Lutero – Erasmo morì la notte fra l'11 e il 12 luglio 1536 a Basilea, dove era tornato per controllare la pubblicazione dell'Ecclesiaste. Fu sepolto nella cattedrale ormai dedicata al culto riformato.

## La dottrina
Sebbene Erasmo sia rimasto per tutta la vita cattolico, criticò con magistrale e caustica ironia gli eccessi perpetrati dalla Chiesa cattolica del suo tempo, proponendo, invece, una philosophia Christi che si incardinasse su una religiosità interiore, sostanziata da una pratica costante della carità. Utilizzando i lavori filologici di Lorenzo Valla preparò una nuova versione greca e latina del Nuovo Testamento apprezzata tra l'altro da Lutero, nei confronti del quale tuttavia Erasmo fu protagonista di una celebre polemica sulla questione del libero arbitrio.

### Il pensiero umanistico e riformatore di Erasmo
Al centro dello spirito innovatore con cui Erasmo intendeva riformare la Chiesa vi erano da un lato i valori del mondo classico, dall'altro la riscoperta del cristianesimo delle origini. Egli cercò sempre una sintesi tra queste due visioni della vita, sintesi che del resto era già al centro dei propositi dei filosofi rinascimentali e neoplatonici, come ad esempio Niccolò Cusano, Marsilio Ficino e Pico della Mirandola. Nel tentativo di conciliare l'humanitas classica con la pietas cristiana, egli partiva comunque da posizioni meno dottrinali e più attinenti all'aspetto della condotta pratica.
In ossequio all'ideale dell'humanitas, cioè della greca "filantropia" (l'amore per l'umanità), Erasmo credeva nel rispetto della dignità dell'uomo, il cui riconoscimento passa per la concordia e la pace, da realizzare con l'uso sapiente della ragione. Richiamandosi a Seneca, Cicerone e Agostino, condannava le varie forme di violenza e di prevaricazione dei potenti sui deboli, deprecando le torture e la pena di morte.
Riguardo invece al sentimento della pietas, che per Erasmo costituisce il nucleo centrale del cristianesimo, era convinto dell'importanza di una fede radicata nell'interiorità dell'animo. Le pratiche esteriori della vita religiosa secondo Erasmo non hanno valore se non sono ricondotte alle virtù essenziali del cristiano, cioè l'umiltà, il perdono, la compassione e la pazienza. Predicò una tolleranza religiosa che facesse a meno di cacce all'eretico e di aspre contese critiche e dottrinali.
Per riformare e purificare la vita della fede, Erasmo elaborò quindi un progetto generale di riforma religiosa fondata su un'educazione culturale, volta a porre rimedio ai maggiori pericoli da lui paventati, che erano principalmente:
- il decadimento morale del clero e l'ostentata ricchezza dei vescovi;
- l'esplosione di interessi nazionalistici e particolaristici tali da poter frantumare l'unità dei cristiani;
- una teologia scolastica che gli sembrava impaludata in questioni inutili e distanti dalla prassi cristiana.

Erasmo si impegnò soprattutto per diffondere il sapere dei classici, tramite l'eloquentia (ovvero l'arte di persuadere), e per depurare la Bibbia dalle incrostazioni medievali rendendola accessibile a tutti, tramite un lavoro di critica filologica.

### La polemica con Lutero
Il proposito riformatore di Erasmo, che pure aveva incontrato l'atteggiamento favorevole di varie personalità eminenti come l'imperatore Carlo V, il papa Leone X, i re Francesco I ed Enrico VIII, era destinato però a naufragare completamente. Le lotte e le contese religiose seguite alla riforma luterana vanificarono quei progetti di concordia e tolleranza religiosa che gli stavano tanto a cuore. Sebbene avesse fatto di tutto per evitarlo, lo scontro con Lutero era stato alla fine inevitabile, in particolare sul tema del libero arbitrio, non tanto da un punto di vista dottrinale, quanto sul piano del risvolto pratico che la predicazione luterana comportava.
La negazione della libertà umana era per Erasmo incompatibile con la mentalità umanista e rinascimentale che esaltava la capacità dell'individuo di essere libero artefice del proprio destino, e sembrava svilisse la dignità stessa dell'uomo. Se, come affermava Lutero, l'essere umano non ha la facoltà di accettare o rifiutare liberamente la grazia divina che gli viene offerta, a che scopo nelle Scritture sono presenti ammonimenti e biasimi, minacce di castighi ed encomi all'obbedienza? Se inoltre, come predicava Lutero, l'uomo non ha bisogno di chiese e organi intermediari tra sé e Dio, ma è in grado da solo di accedere ai contenuti della Bibbia essendo l'unico sacerdote di se stesso, come si concilia questa supposta autonomia con la sua assoluta incapacità di scelta in ambito morale?
Questi furono alcuni dei punti toccati da Erasmo nella polemica da lui intrapresa, mirante a ribadire che il libero arbitrio è stato viziato ma non distrutto completamente dal peccato originale, e che senza un minimo di libertà da parte dell'uomo la giustizia e la misericordia divina diventano prive di significato.

## Le opere
Erasmo dedicò la maggior parte dei suoi studi all'ambito religioso. Tutte le sue opere, pubblicate in latino, furono rapidamente tradotte nelle lingue moderne.

Illustrazione della Bibbia di Lutero, che include la traduzione del Nuovo Testamento di Erasmo

### Il lavoro sul testo del Nuovo Testamento
Durante il proprio soggiorno inglese Erasmo iniziò l'esame sistematico dei manoscritti del Nuovo Testamento – anche quelli scoperti di recente o che, in quel periodo, giungevano dalla Grecia dopo la fine dell'Impero bizantino – al fine di prepararne una nuova edizione e una traduzione latina.
Le traduzioni dei testi sacri (spesso a senso, senza la maturità filologica degli umanisti italiani guidati da Lorenzo Valla) forgiarono la sua vasta cultura umanistica e lo indussero a contrapporre la cultura teologica vista come forgiatrice di letterati alla fede religiosa che definiva "creatrice di soldati di Cristo", riprendendo il tema classico del miles christianus.
L'edizione critica del testo greco del Nuovo Testamento sarebbe stata poi pubblicata da Johann Froben a Basilea nel 1516: Novum Instrumentum omne, diligenter ab Erasmo Rot. Recognitum et Emendatum, con traduzione latina e annotazioni. Essa costituirà la base per la maggior parte degli studi scientifici sulla Bibbia nel periodo della Riforma, e sarà utilizzata dallo stesso Lutero per la sua traduzione tedesca della Bibbia.
La terza edizione servirà ai traduttori della versione inglese della Bibbia detta "di Re Giacomo". Il testo divenne in seguito noto come Textus Receptus. Erasmo avrebbe pubblicato in seguito altre tre versioni nel 1522, 1527 e 1535, dedicando l'opera a papa Leone X, quale patrono della cultura. Erasmo considerava il proprio lavoro come un servizio alla cristianità.
Alcuni hanno sollevato critiche in quanto all'accuratezza del Textus Receptus. Uno dei motivi è che Erasmo aveva potuto consultare solo un pugno di manoscritti greci e di tarda origine. Inoltre asseriscono che Erasmo fece il suo lavoro in fretta. Egli stesso ammise che la sua edizione era stata “fatta in fretta anziché redatta”. Malgrado questi aspetti sfavorevoli delle edizioni di Erasmo, che si applicarono quasi con ugual forza al Textus Receptus, questo testo rimase la norma per più di duecento anni. Fra i primi a produrre testi basandosi su maggiore rigore ci furono gli eruditi tedeschi Johann Jakob Griesbach e Lachmann.

### Gli altri scritti
Tra le altre opere Adagia (1500), Manuale del milite cristiano (1503), Institutio principis christiani (1516), Sileni Alcibiadis (1515), Colloquia familiaria (1522). Questi lavori che riportavano i testi alle fonti originarie lo fecero considerare come il padre della Riforma protestante. Egli comunque, pur condividendo la necessità di un rinnovamento in ambito ecclesiastico, rimase sempre cattolico, e si oppose anzi duramente al protestantesimo di Martin Lutero.
Un'altra opera viene annoverata tra gli scritti del grande umanista: il dialogo satirico Iulius exclusus e coelis, composto durante il periodo successivo alla morte del papa-soldato Giulio II e in particolare tra la fine del 1513 - inizi del 1514 (gli anni del soggiorno di Erasmo a Cambridge). L'opera è un vivace scambio di battute tra San Pietro e il pontefice da poco defunto, che viene tratteggiato con un fare arrogante pretendendo di entrare in Paradiso con uno stuolo di rozzi combattenti morti "in nome della fede" durante le campagne belliche da lui promosse. Dell'opera, pubblicata anonima, Erasmo ha sempre negato la paternità, per motivi probabilmente legati alla sua immagine di fronte al neopontefice Leone X, che sembrava dare adito a quella riforma all'interno della Chiesa da sempre caldeggiata dall'umanista. La critica è comunque da tempo concorde che sia uscita dalla colta penna di Erasmo, il nome che subito era stato suggerito anche dai contemporanei.
Le sue critiche ai comportamenti delle autorità ecclesiastiche e alla superstizione lo esposero all'accusa di essere luterano anche da ambienti cattolici, ma Erasmo rifiutò sempre quest'accusa. Per far fronte agli attacchi che gli venivano mossi, illustrò la sua posizione teologica con l'opera De libero arbitrio (1524), che conteneva una brillante critica a Martin Lutero (che a sua volta gli rispose con il De servo arbitrio).
Espose anche riflessioni sul matrimonio negli scritti intitolati Encomium matrimonii e Christiani matrimonii institutio, in cui Erasmo conferma il primato della figura maschile e il modello patriarcale, ma ripudia ogni violenza fra i coniugi e gli atteggiamenti che la legge consentiva al marito in caso di adulterio.
L'ultima opera di Erasmo fu la Preparazione alla morte, nella quale assicura che una vita onesta è la condicio sine qua non per raggiungere una morte felice.

## Edizioni delle opere
- Opus epistolarum Des. Erasmi Roterodami denuo recognitum et actum, Oxford, University Press, 1906-58 [siglato EE]
- Desiderii Erasmi Roterodami Opera omnia emendatiora et auctiora, Lugduni Batavorum, Petrus Van der Aa, 1703-06; rist. Hildesheim, G. Olms, 1961-62 [siglato LB]
- Erasmi opuscola. A supplement to the Opera omnia, L'Aja, Nijhoff, 1933 [siglato F]
- Opera omnia Desiderii Erasmi Roterodami recognita et adnotatione critica instructa notisque illustrata, Amsterdam, North-Holland 1969-88 [siglato ASD]
- Les Adages, sous la direction de Jean-Christophe Saladin, 5 voll., Paris, Les Belles Lettres, 2011 (testo latino con traduzione francese)

### Traduzioni italiane
- Antibarbarorum liber (1489[86]-1494[87]-1520[88])
  - Antibarbari, a cura di Luca D'Ascia, Torino, Aragno, 2002 ISBN 88-8419-106-8
- Adagia (1500-36)
  - Adagia. Sei saggi politici in forma di proverbi, a cura di Silvana Seidel Menchi, Torino, Einaudi, 1980 (Collana "NUE") ISBN 88-06-51094-0
  - Adagia, a cura di Davide Canfora, Roma, Salerno Editrice, 2002 ISBN 978-88-8402-370-4; come Adagia di guerra, pace, saggezza e follia, Palermo, Sellerio, 2013 ISBN 978-88-389-2768-3
  - I Sileni di Alcibiade, Introduzione e note di Jean-Claude Margolin, traduzione di Stefano Ugo Baldassarri, Napoli, Liguori, 2002 (Collana "I Sileni") ISBN 88-207-3360-9
  - Adagi (prima traduzione italiana completa), a cura di Emanuele Lelli, Milano, Bompiani, 2013 (Collana "Il pensiero occidentale") ISBN 978-88-452-7451-0
  - Modi di dire. Adagiorum collectanea, a cura di Carlo Carena, testo latino a fronte, Torino, Einaudi, 2013 (Collana "I millenni") ISBN 978-88-06-21130-1
  - La guerra piace a chi non la conosce, a cura di Davide Canfora, Palermo, Sellerio, 2015 (Collana "Il divano") ISBN 978-88-38-93383-7
  - Dolce è la guerra per chi non ne ha esperienza. Storie politiche tratte dagli «Adagia», a cura di Ugo Dotti, Milano, Feltrinelli, 2017 (Collana "UE.I Classici") ISBN 978-88-079-0273-4
- Enchiridion militis Christiani (1503)
  - Enchiridion militis christiani, a cura di Adelina Rita de Nardo, L'Aquila, Japadre, 1973
  - La formazione cristiana dell'uomo, Introduzione, traduzione, prefazione e note a cura di Edilia Orlandini Traverso, Milano, Rusconi, 1989 (Collana "Classici del pensiero") ISBN 88-18-22014-4
- Stultitiae Laus o Moriae encomium (1511)[89]
  - Elogio della pazzia, con prefazione di Eugenio Camerini, Milano, Istituto Editoriale Italiano, 1914
  - Elogio della pazzia e Dialoghi, a cura di Benedetto Croce, Bari, Laterza, 1914
  - Elogio della stoltezza, a cura di Cristina Baseggio, Torino, UTET, 1935; con un saggio di Hugh Trevor-Roper, Milano, TEA, 1988
  - Elogio della pazzia, a cura di Emilio Cecchi, Roma, Colombo, 1943
  - Elogio della follia, a cura di Tommaso Fiore, Torino, Einaudi, 1943 (Collana "NUE"); Milano, Mondadori, 1964; con introduzione di Delio Cantimori, Torino, Einaudi, 1964 ISBN 88-06-00240-6; con prefazione di Paolo Fedeli e postfazione di Francesco Tateo, Bari, Palomar, 2003 ISBN 88-88872-01-9
  - Elogio della pazzia, a cura di Claudio Annaratone, Milano, Rizzoli, 1963 (Collana "BUR") ISBN 88-17-15197-1; a cura di Bruno Segre, Milano, Opportunity Book, 1995 ISBN 88-8111-113-6; Milano, BUR, 1999 ISBN 88-17-86157-X
  - Elogio della pazzia, a cura di Guglielmo Zappacosta, Roma, Curcio, 1965
  - Elogio della follia, a cura di Nicola Petruzzellis, Milano, Mursia, 1966 ISBN 978-88-425-3909-4
  - Elogio della follia, a cura di Eugenio Garin, Milano, Serra e Riva, 1984; Milano, Mondadori, 1992 (Collana "Oscar") ISBN 88-04-35448-8
  - Elogio della follia, con un saggio di Roland H. Bainton, traduzione e note di Luca D'Ascia, Milano, Rizzoli, 1989 ISBN 88-17-16724-X
  - Elogio della follia, trad. di Domenico Magnino, Milano, Berlusconi, 1990 ISBN 88-86372-00-0
  - Elogio della follia per contrapporsi alla demenza del mondo, a cura di Anna Corbella Ortalli, Bussolengo, Demetra, 1994 ISBN 88-7122-491-4 ISBN 978-88-440-3140-4; Firenze, Giunti, 2002 ISBN 88-440-1877-2
  - Elogio della Follia, a cura di Gabriella D'Anna, Roma, Newton Compton, 1995 (Collana "GTE") ISBN 88-8289-712-5; Novara, De Agostini, 2003; Roma, Newton, 2012 ISBN 978-88-541-3437-9
  - Elogio della follia, a cura di Carlo Carena, Torino, Einaudi, 1997 (Collana I millenni) ISBN 88-06-14501-0; ivi, 2002 (Collana "ET") ISBN 88-06-16338-8
  - Elogio della pazzia, a cura di Paola Ceva, Rimini, Raffaelli, 2000 ISBN 88-87518-10-6
  - Elogio della follia, a cura di Stefano Cavallotto, Milano, Paoline, 2004 ISBN 88-315-2701-0
  - Elogio della follia, a cura di Silvia Fiorini, Santarcangelo di Romagna, Rusconi, 2008 ISBN 978-88-18-02594-1; con introduzione di Massimiliano Lacertosa, Siena, Barbera, 2008 ISBN 978-88-7899-238-2; Milano, Feltrinelli, 2011 ISBN 978-88-07-82242-1
- De utraque verborum ac rerum copia (1512-34)
  - Sulla facondia delle parole e dei ragionamenti, a cura di Cristiano Rocchio, Roma, Aracne, 2012, ISBN 978-88-548-5206-8
- Parabolae sive similia (1514)
  - Paralleli ovvero similitudini, trad. e cura di Carlo Carena, Collana NUE n.30, Torino, Einaudi, 2022, ISBN 978-88-062-5259-5
- Iulius exclusus e coelis (1514)
  - Iulius exclusus e coelis, a cura di Giorgio Maselli, Bari, Palomar, 1995
  - Papa Giulio scacciato dai cieli, a cura di Paola Casciano, Lecce, Argo, 1998, ISBN 88-86211-25-2
  - Giulio, a cura di Silvana Seidel Menchi, Collana NUE. Nuova Serie, Torino, Einaudi, 2014, ISBN 978-88-06-21099-1
- Dulce bellum inexpertis (1515)
  - Contro la guerra, a cura di Franco Gaeta, L'Aquila, Japadre, 1968, ISBN 88-7006-072-1
  - Contro la guerra, a cura di Massimo Jevolella, Collana Oscar, Milano, Mondadori, 2008, ISBN 978-88-04-57527-6
  - Dolce è la guerra a chi non l'ha provata, a cura di Felice Campanello e Silvana Seidel Menchi, Torino, Allemandi, 2008, ISBN 978-88-422-1719-0
- Paraphrases al Nuovo Testamento (1515-49)
  - Vita di san Girolamo, a cura di Anna Morisi Guerra, Japadre, L'Aquila-Roma 1988 ISBN 88-7006-157-4
  - Parafrasi della lettera ai Romani, a cura di Maria Grazia Mara, Japadre, L'Aquila-Roma 1990 ISBN 88-7006-226-0
- Mihi placet concordia (1516-24)
  - Mihi placet concordia. Lettere sulla Riforma, vol. 1: 1516-20, vol. 2: 1521-22, vol. 3: 1523-24, Aragno, Torino 2010-11 ISBN 978-88-8419-463-3 ISBN 978-88-8419-465-7 ISBN 978-88-8419-510-4
- Annotationes in Novum Testamentum (1516-1535)[90]
  - Prefazioni ai Vangeli 1516-1522, a cura di Silvana Seidel Menchi, Collana NUE. Nuova serie n.27, Torino, Einaudi, 2021, ISBN 978-88-062-3046-3
- Institutio principis Christiani (1516)
  - L'educazione del principe cristiano, a cura di Margherita Isnardi Parente, Napoli, Morano, 1977
  - L'educazione del principe cristiano, a cura di Anna Morisi Guerra, Roma, Signorelli, 1992
  - L'educazione del principe cristiano, a cura di Davide Canfora, Bari, Edizioni di Pagina, 2009 ISBN 978-88-7470-090-5
- Querela pacis (1517)
  - Il lamento della pace, a cura e con un saggio su «Erasmo e l'arte» di Luigi Firpo, UTET, Torino, 1967; Strenna Natale UTET, 1968; Collana I grandi di tutti i tempi. Serie d'oro, Periodici Mondadori, Milano, 1968; TEA, Milano, 1993, ISBN 88-7819-415-8
  - Contro la guerra [con il Dulce bellum inexpertis], a cura di Franco Gaeta, Japadre, L'Aquila, 1968
  - Querela pacis, a cura di Carlo Carena, Tallone, Alpignano, 1987; col titolo Il lamento della pace. Testo latino a fronte, Collana NUE n.199, Einaudi, Torino, 1990-1995, ISBN 88-06-00753-X; SE, Milano, 2014, ISBN 978-88-67-23102-7
  - Lamento della pace scacciata e respinta da tutte le nazioni, a cura di Italo Francesco Paldo, Piovan, Abano Terme, 1988
  - Il lamento della pace, trad. di Patrizia Moradei, Prefazione di Peppe Sini, Multimage, Firenze, 2002, ISBN 88-86762-40-2
  - Pace e guerra [con altri scritti], a cura di Italo Francesco Paldo, Salerno, Roma, 2004, ISBN 88-8402-459-5
  - Il lamento della pace. Testo latino a fronte, a cura di Federico Cinti, con un saggio di Jean-Claude Margolin, Collana Classici del Pensiero, BUR, Milano, 2005, ISBN 978-88-17-00496-1; con il titolo Sulla pace, introduzione di Lia Correzzola, trad., note e postfazione di Federico Cinti, Barbera, Siena, 2005, ISBN 88-7899-017-5
- Colloquia familiaria (1519[91]-1533)
  - I Colloqui, a cura di Gian Piero Brega, Feltrinelli, 1959; ed. rivista, Collana "UEF" n. 534, Feltrinelli, Milano 1967; Garzanti, Milano 2000 ISBN 88-11-58836-7
  - Colloquia, a cura di Cecilia Asso, introduzione di Adriano Prosperi, Collana "Biblioteca della Pléiade", Einaudi, Torino 2002 ISBN 978-88-446-0050-1; in Erasmo da Rotterdam, Collana "I Classici del pensiero" n.7, Mondadori, Milano 2008 [contiene anche Elogio della follia, tradotto da C. Carena]
  - Colloqui familiari, trad. di Mario Genesi, Alzani, Pinerolo 2003 ISBN 88-8170-202-9
  - Colloqui. Tomo I (2 voll.), a cura di Luca D'Ascia, Corona Patria Erasmiana. II. Series Humanistica, Loescher, Torino, 2017, ISBN 978-88-201-3794-6
- Epistolae obscurum virorum (1519)
  - Lamentazioni di uomini oscuri, a cura di Mario Genesi, Lampi di stampa, Milano 2003 ISBN 88-488-0238-9
  - 4 lettere a Ulrich von Hutten, Germain de Brie, Guillaume Budé e Johann Froben (1519-20)
  - Ritratti di Thomas More, a cura di Matteo Perrini, La Scuola, Brescia 2000 ISBN 88-350-9790-8
- De comtemptu mundi (1521)
  - Il disprezzo del mondo, trad. e cura di Carlo Carena, Collana Biblioteca dell'utopia, S. Berlusconi Editore, Milano, 1999, ISBN 88-04-48007-6
  - Del distacco dal mondo, trad. Mario Genesi, Alzani, Pinerolo, 2004, ISBN 88-8170-233-9
- De libero arbitrio collatio (1524)
  - Il libero arbitrio, trad. di Roberto Jouvenal [con passi scelti di Martin Lutero, Il servo arbitrio], Claudiana, Torino 1969 ISBN 88-7016-169-2; Fabbri, Milano 1996; a cura di Fiorella De Michelis Pintacuda, Claudiana, Torino 2004 ISBN 88-7016-448-9 ISBN 978-88-7016-769-6
  - Sul libero arbitrio, trad. di Italo Pin, Studio Tesi, Pordenone 1989 ISBN 88-7692-200-8 ISBN 88-7692-530-9
- Lingua, sive, de linguae usu atque abusu, liber utilissimus (1525)
  - Lingua, ossia Libro utilissimo sull'uso e abuso della lingua, trad. di Mario Genesi, Alzani, Pierolo 2002 ISBN 88-8170-166-9
- Exomologesis, sive Modus confitendi (1525)
  - Esomologesi, ovvero Sul modo di confessarsi, a cura di Giacomo Francini, Aragno, Torino 2005 ISBN 88-8419-240-4 ISBN 978-88-8419-240-0
- Christiani matrimonii institutio (1526)
  - Del matrimonio e del divorzio, a cura di Fabrizio Dall'Aglio e Manuela Serrao, Passigli, Firenze 2000 ISBN 88-368-0571-X
- Dialogus Ciceronianus: sive De optimo genere dicendi (1528)
  - Il ciceroniano o Dello stile migliore, testo latino critico, pref., introd., note, trad. a cura di Angiolo Gambaro, La Scuola, 1965, ISBN 978-88-350-3867-2
  - Il Ciceroniano, a cura di Francesco Bausi e Davide Canfora, con la coll. di Elisa Tinelli, Loescher, Torino, 2016, ISBN 978-88-201-3793-9
- De civilitate morum puerilium (1530)
  - Il galateo dei ragazzi, a cura di Lucia Gualdo Rosa, Istituto della Enciclopedia Italiana, Roma 1991; Liguori, Napoli 2004 ISBN 88-207-3592-X
  - L'educazione civile dei bambini, a cura di Giuseppe Giacalone e Stephane Sevry, Armando, Roma 1993 ISBN 88-7144-348-9; n. ed. a cura di Franco Cambi con il titolo Sulle buone maniere dei bambini, ivi 2000 ISBN 88-8358-044-3
- De pueris statim ac liberaliter instituendis (1530)
  - Per una libera educazione, a cura di Luca D'Ascia, Rizzoli, Milano 2004 ISBN 978-88-17-00041-3
- A playne and godly Exposytion or Declaration of the Commune Crede (1533)
  - Spiegazione del Credo, a cura di Umberto Neri, Città nuova, Roma 2002 ISBN 88-311-1106-X
- De praeparatione ad mortem (1534)
  - La preparazione alla morte, a cura di Antonio Autiero, San Paolo, Cinisello Balsamo 1984 ISBN 88-215-0549-9
  - Della preparazione alla morte, trad. di Mario Genesi, Alzani, Pinerolo 2004 ISBN 88-8170-232-0

### Crestomazie
- Opere scelte, a cura di Valerio Del Nero, Milano, Theorema libri, 1993, ISBN 88-259-0174-7.
- Scritti religiosi e morali, a cura di Cecilia Asso, introduzione di Adriano Prosperi, Collana I Millenni, Torino, Einaudi, 2004, ISBN 978-88-06-16793-6.
- Scritti teologici e politici, a cura di Enrico Cerasi e Stefania Salvadori, Collana Il pensiero occidentale, Milano, Bompiani, 2011, ISBN 978-88-452-6922-6.
- Opulentia sordida e altri scritti attorno ad Aldo Manuzio, a cura di Ludovica Braida, Collana Letteratura universale Albrizziana, Venezia, Marsilio, 2015, ISBN 978-88-317-2110-3.

## Erasmo e la Controriforma
Erasmo godette di ampio prestigio nella prima metà del XVI secolo e nel 1535 gli venne anche offerta da papa Paolo III la berretta cardinalizia, che rifiutò. Dopo la sua morte, nel periodo successivo al Concilio di Trento, nella fase della Controriforma, la sua libertà intellettuale venne guardata con sospetto e le sue opere vennero incluse nell'Indice dei libri proibiti, ma la sua battaglia contro l'ignoranza e la superstizione era motivata esclusivamente dalle sue convinzioni umanistiche e non da critiche alla fede. Come testimonia il suo rifarsi ad alcuni movimenti innovatori quali la Devotio moderna, infatti, egli intendeva professare una riforma spirituale e dei costumi, e non una riforma teologica.